# Grande routière

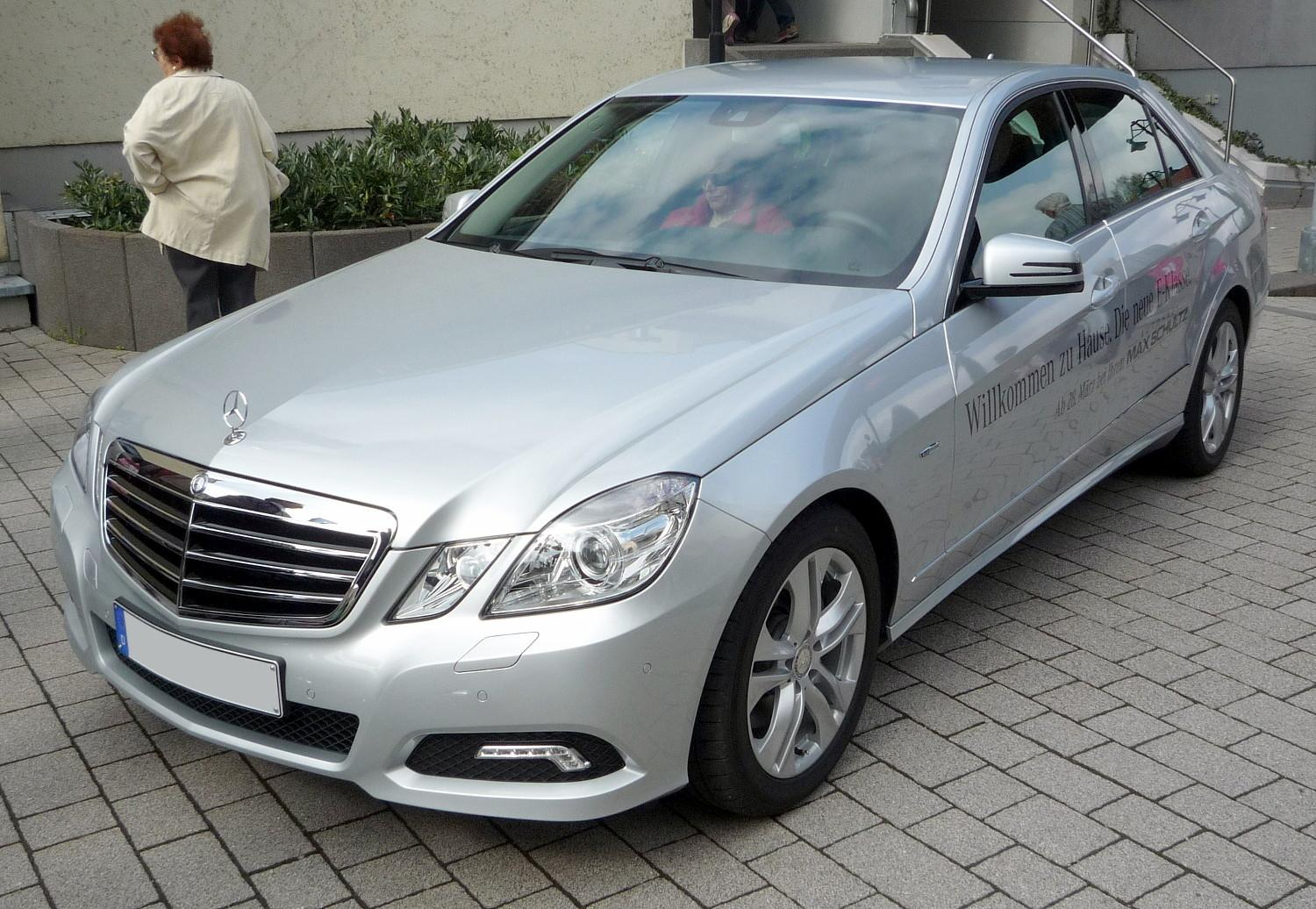
La Mercedes Classe E est une grande routière

Une grande routière, ou simplement routière, est une automobile du segment E.
Ces voitures puissantes sont plus spacieuses ou plus luxueuses qu'une familiale routière tout en restant plus accessibles qu'une voiture de luxe. Ce segment correspond aux full-size cars en Amérique du Nord. On y trouve des voitures avec un grand empattement pouvant confortablement transporter cinq personnes (voire six pour certains modèles américains), souvent mues par des moteurs V6 ou V8.

## Modèles actuels

### Modèles vendus en Europe

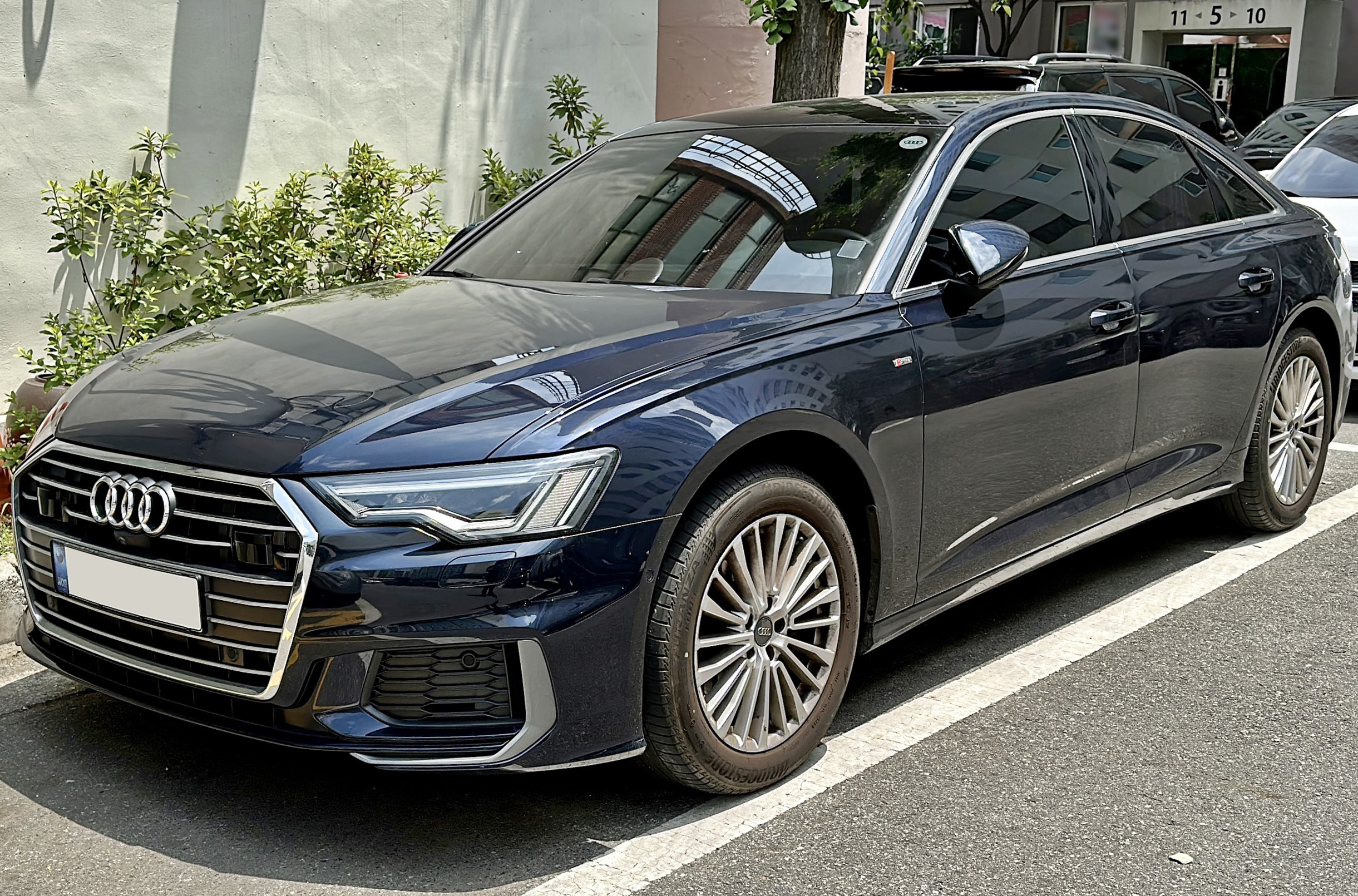
Audi A6
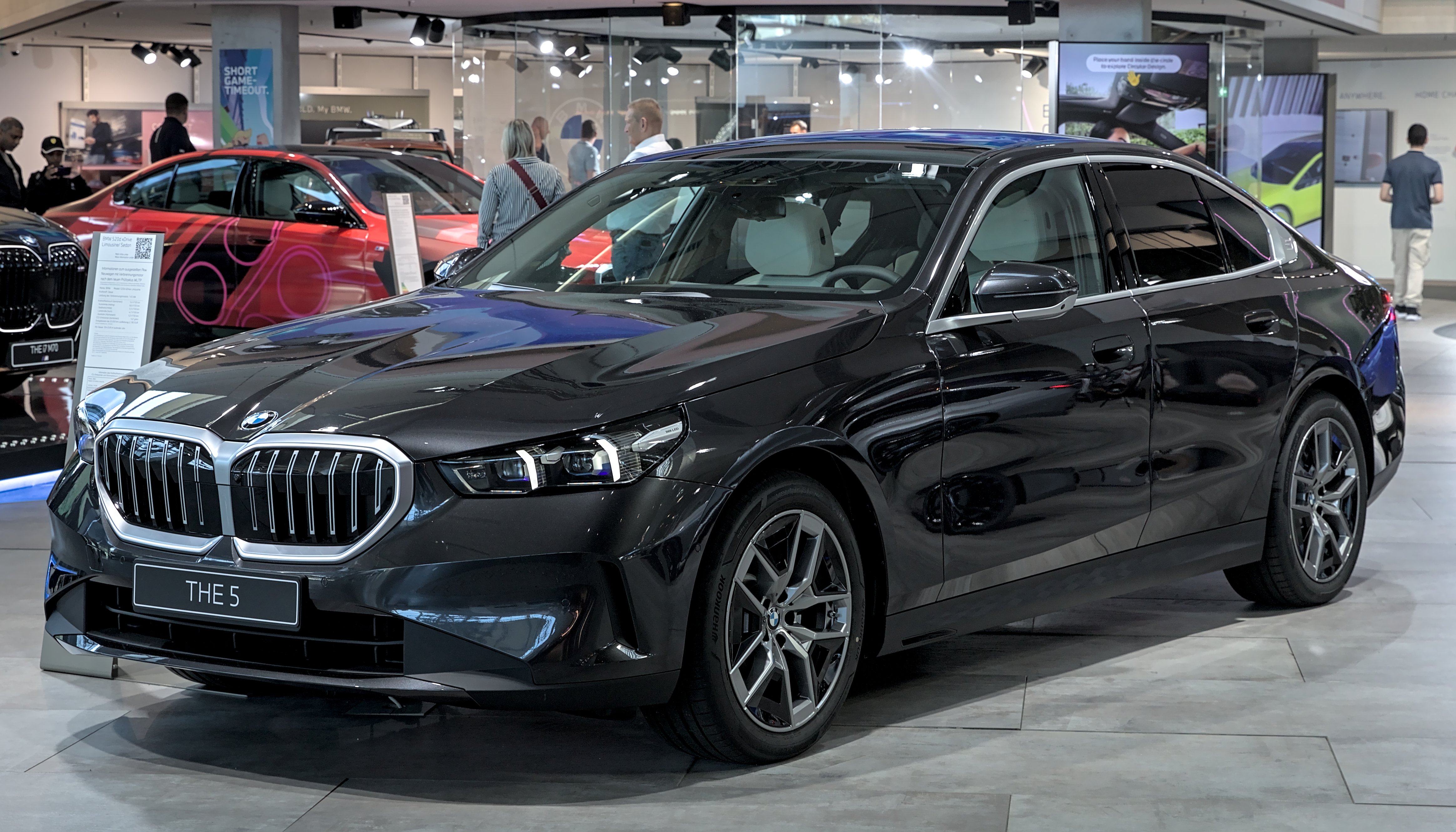
BMW série 5
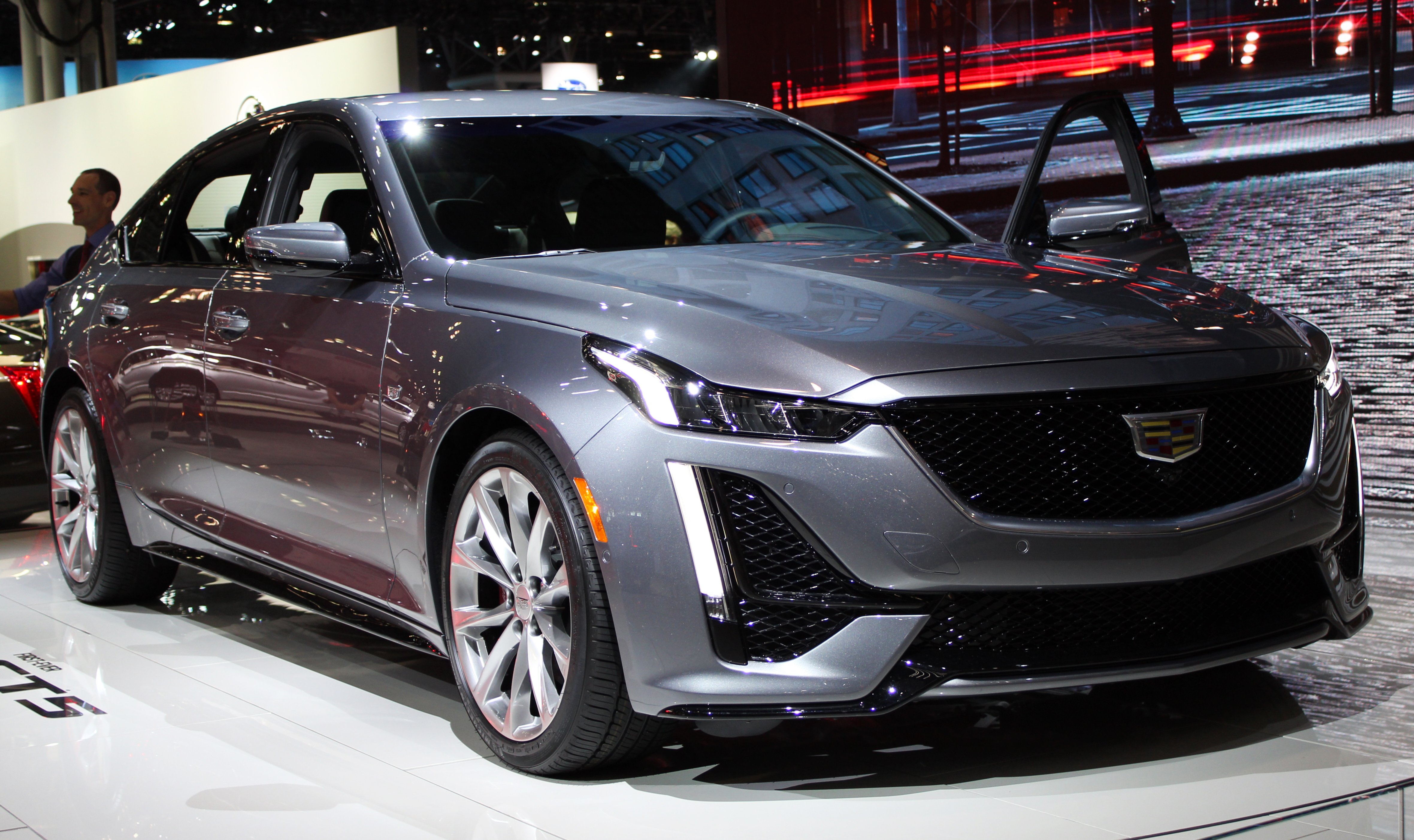
Cadillac CT5
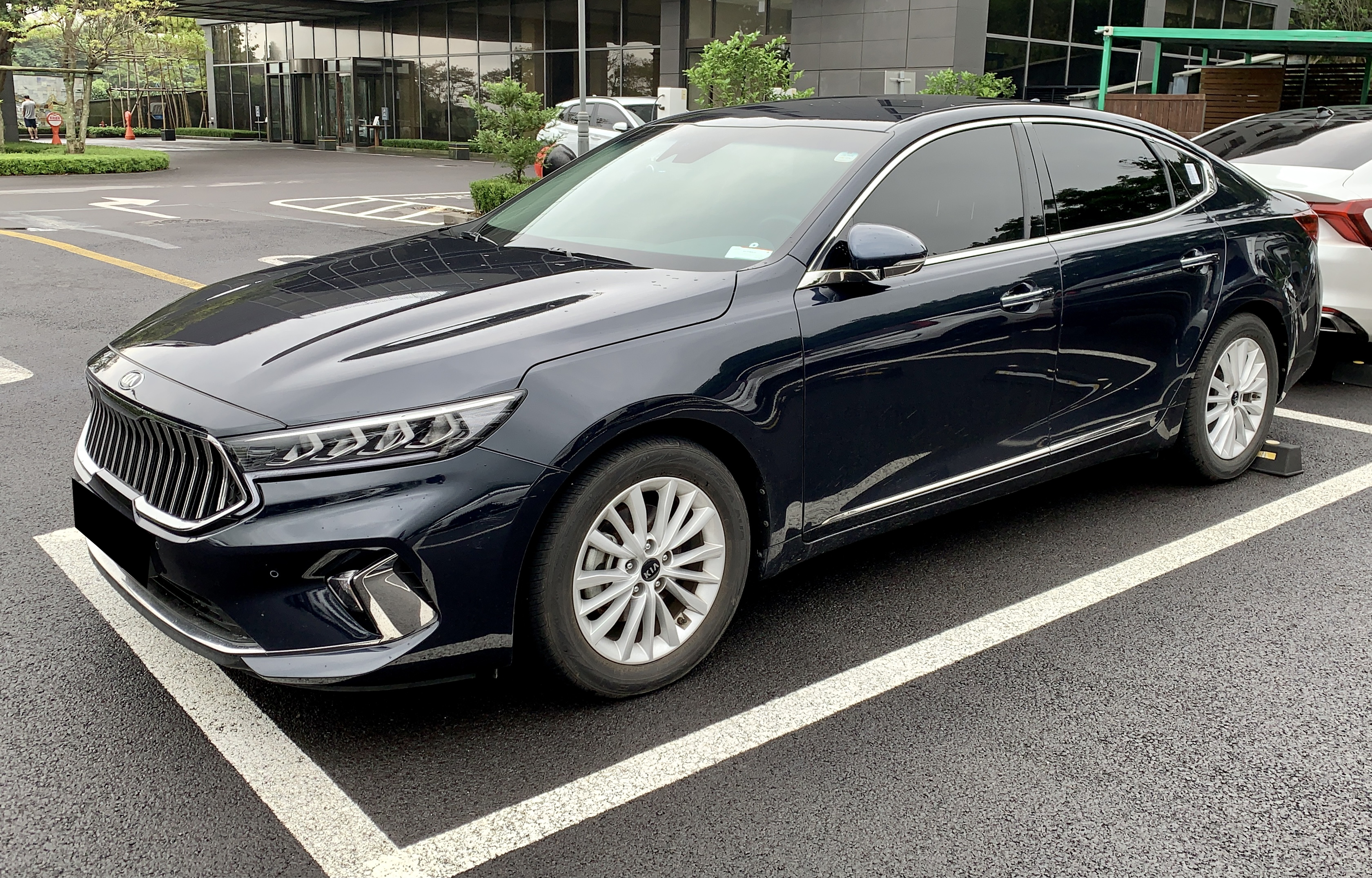
Kia Cadenza
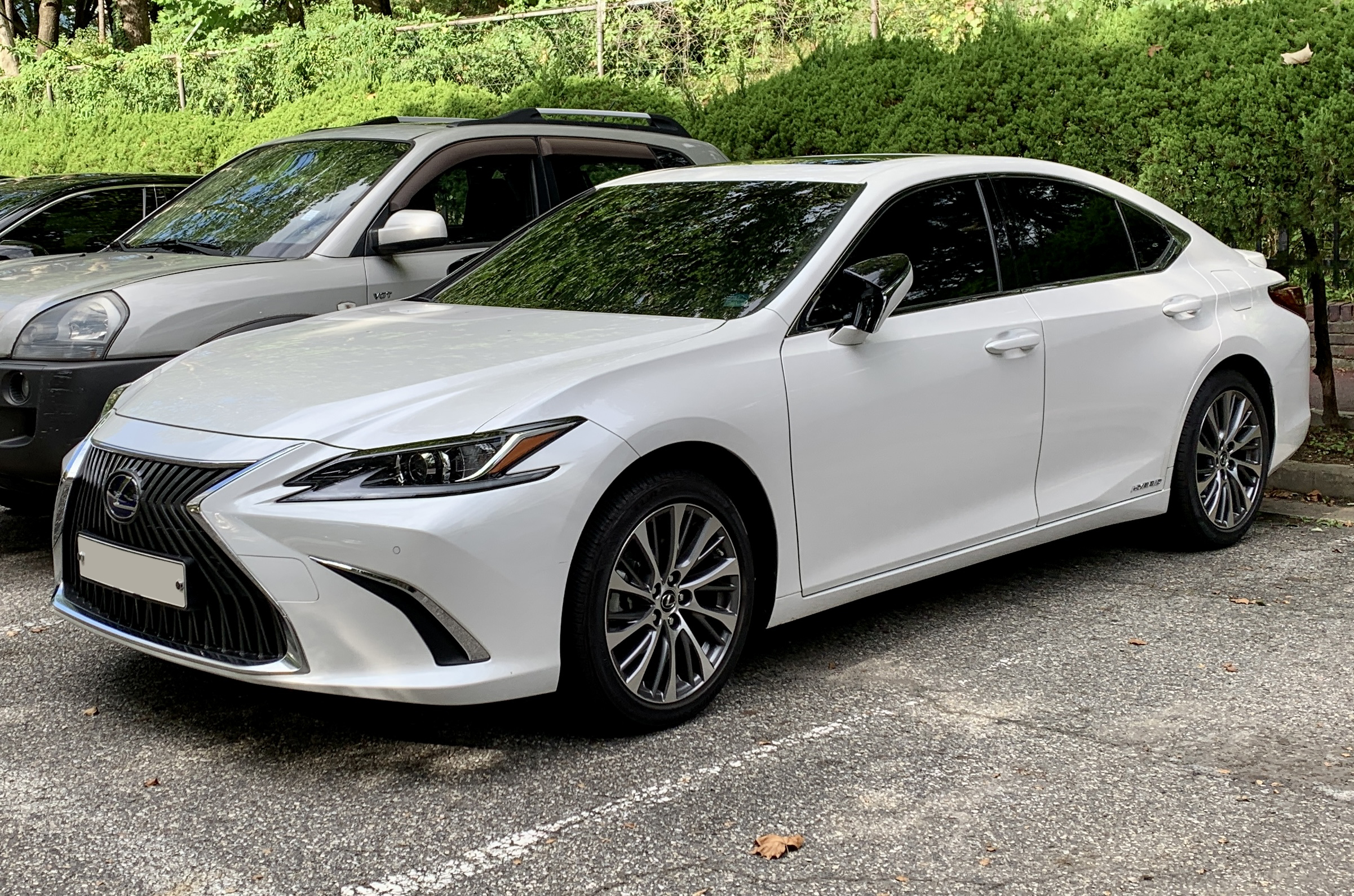
Lexus ES
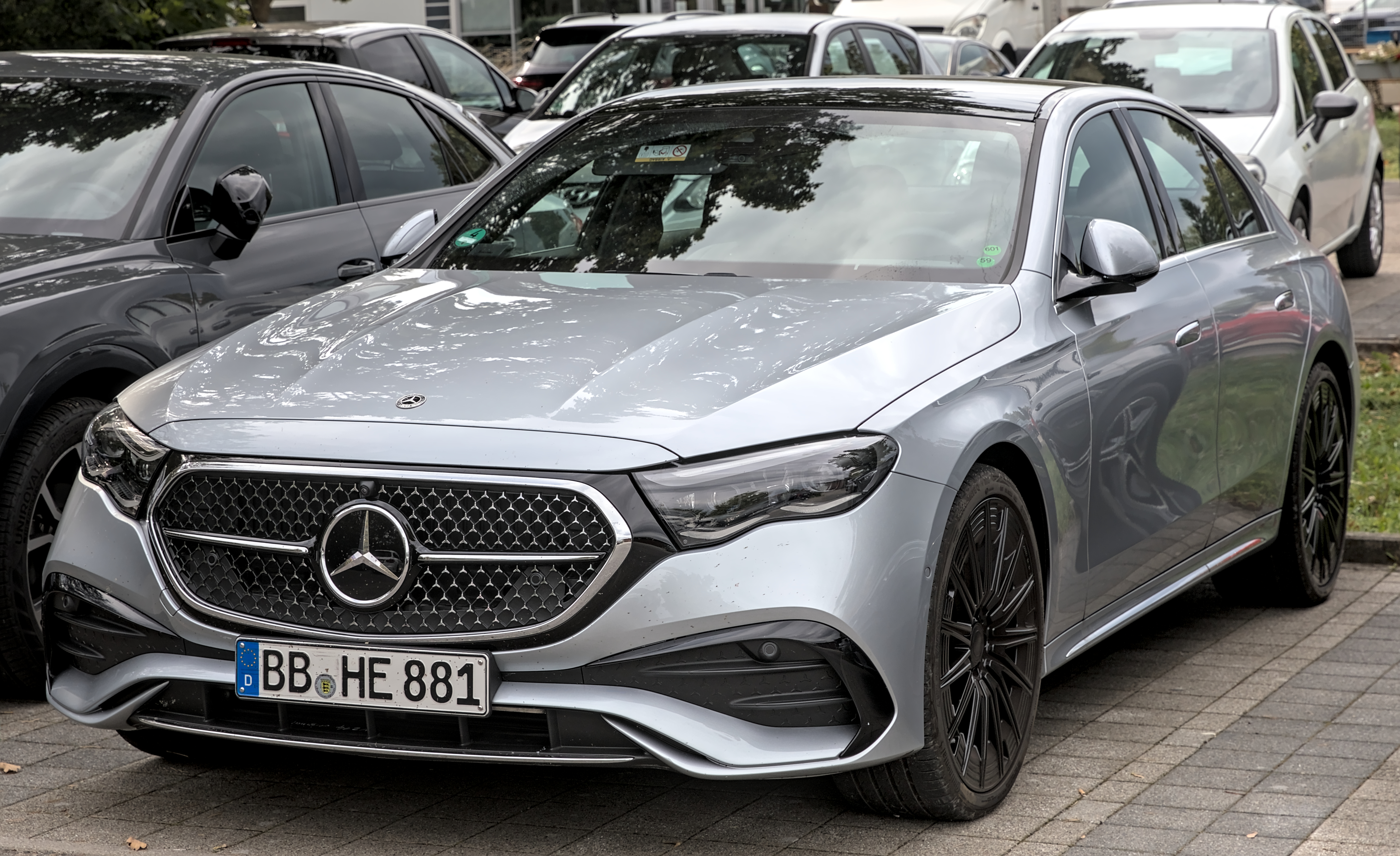
Mercedes Classe E
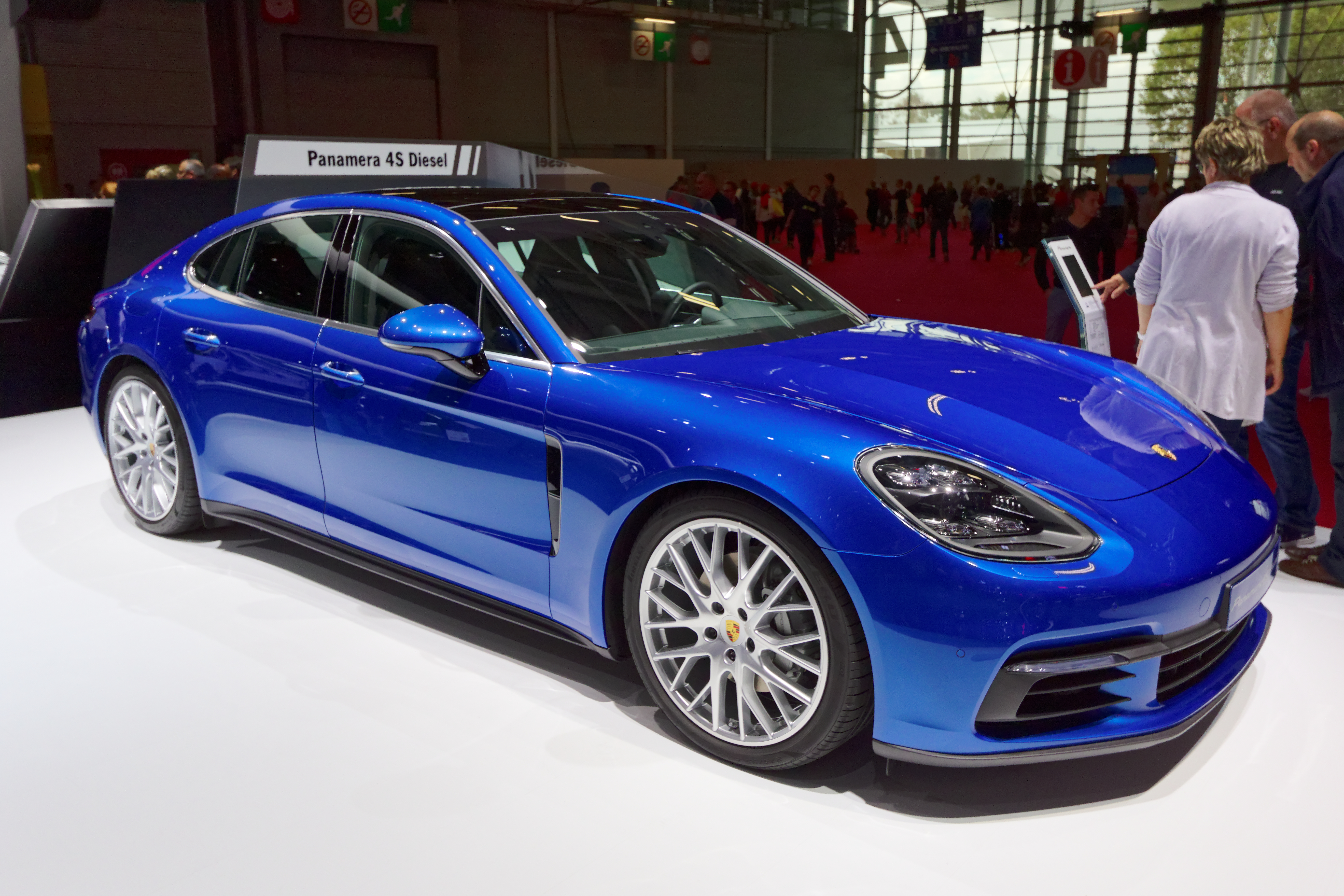
Porsche Panamera
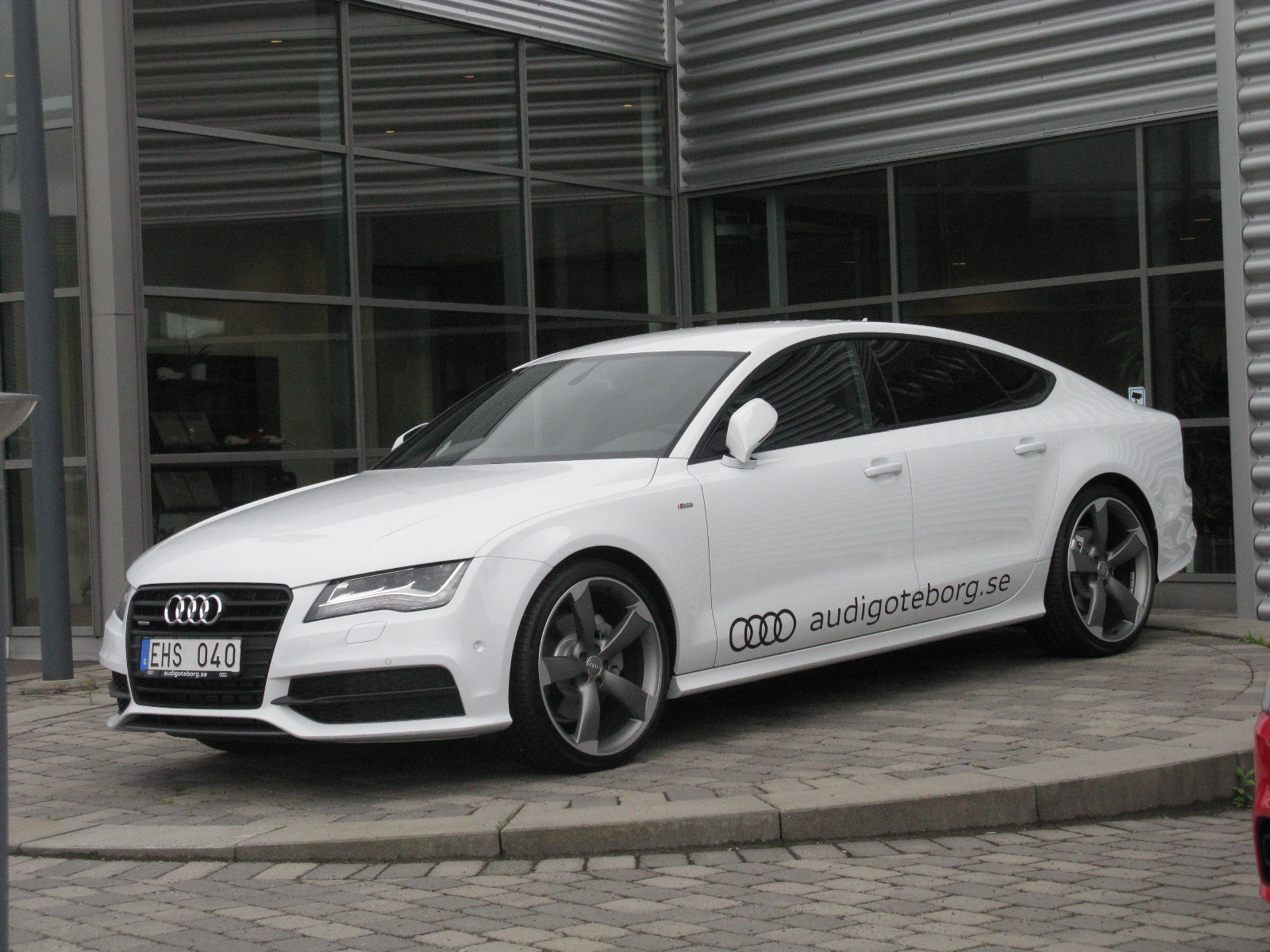
Audi A7

### Anciens modèles

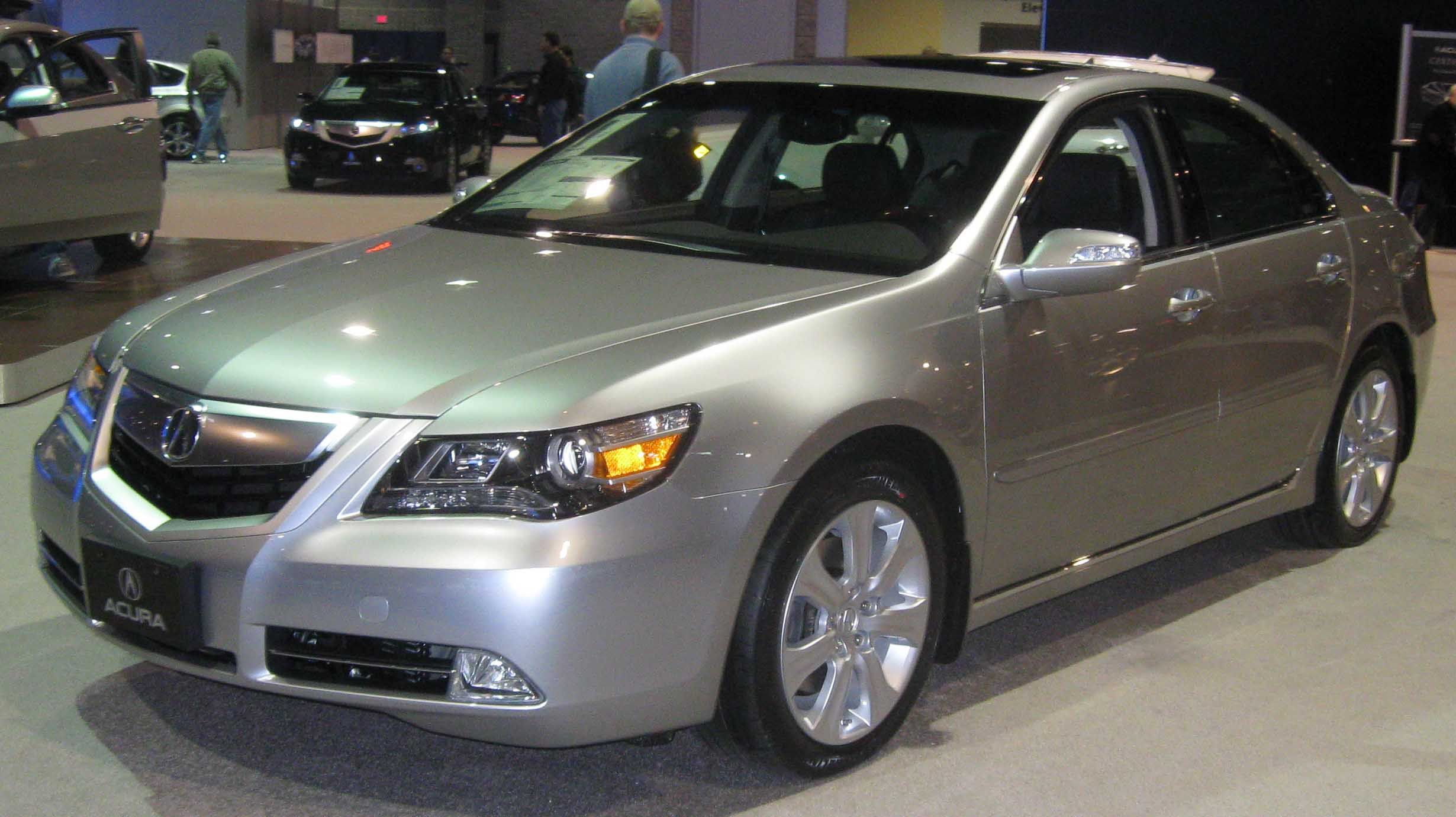
Acura RL
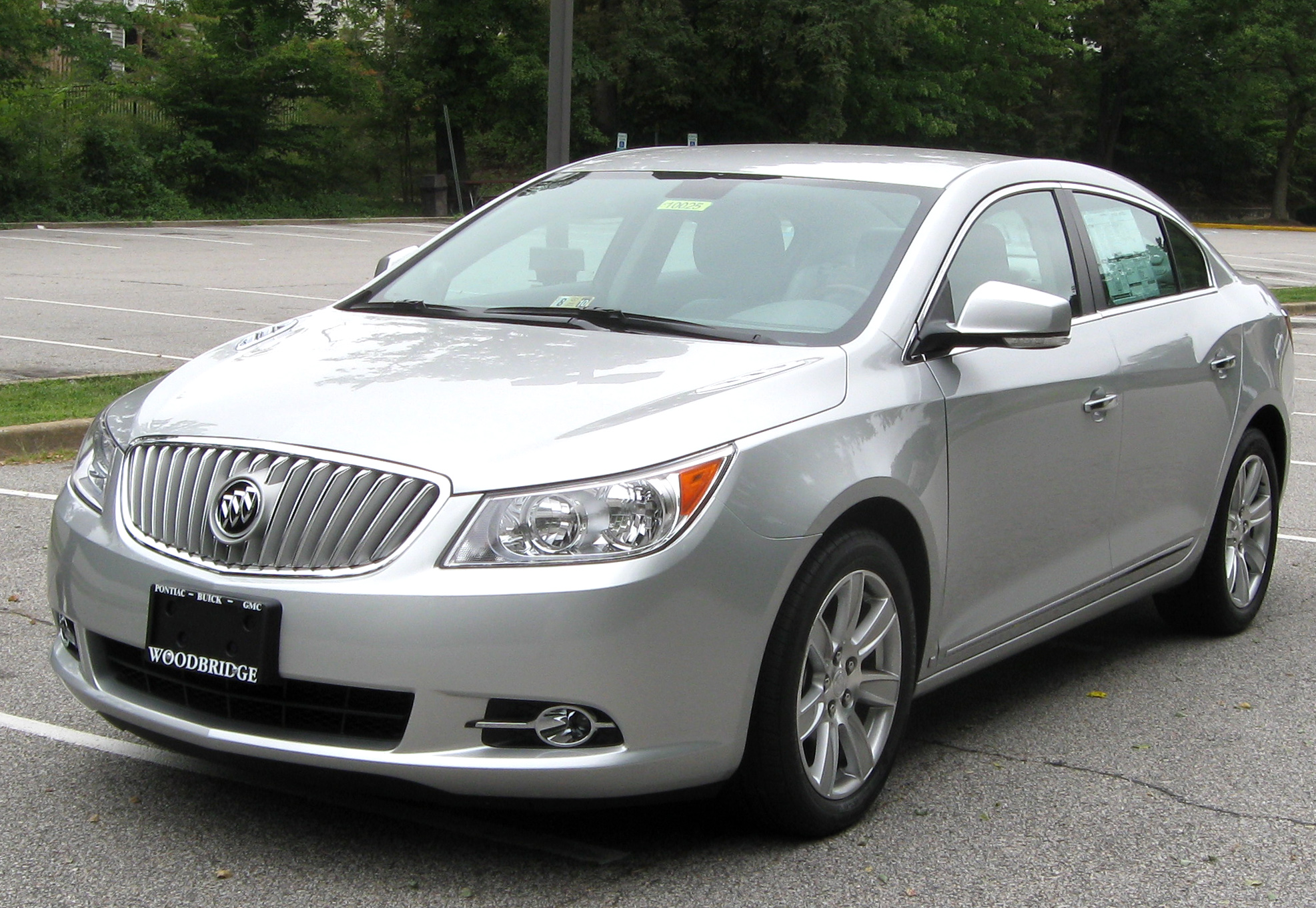
Buick LaCrosse
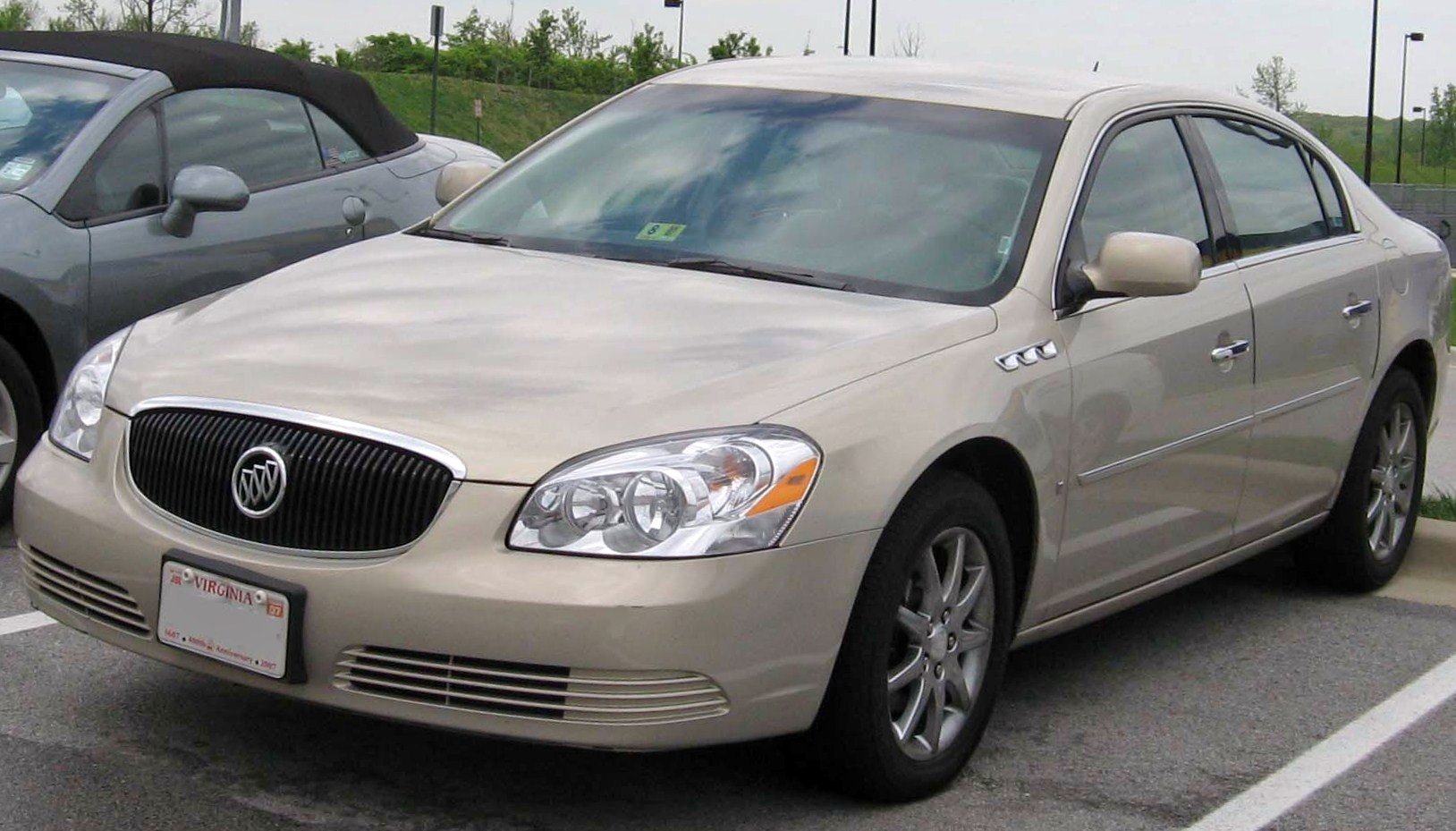
Buick Lucerne
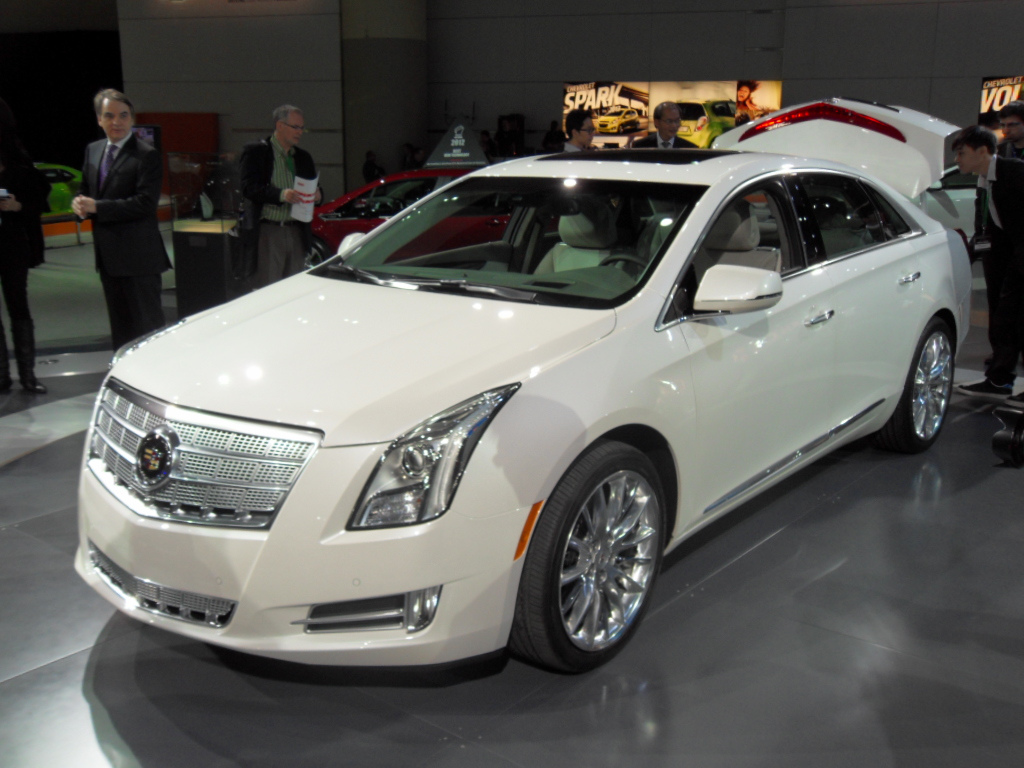
Cadillac XTS
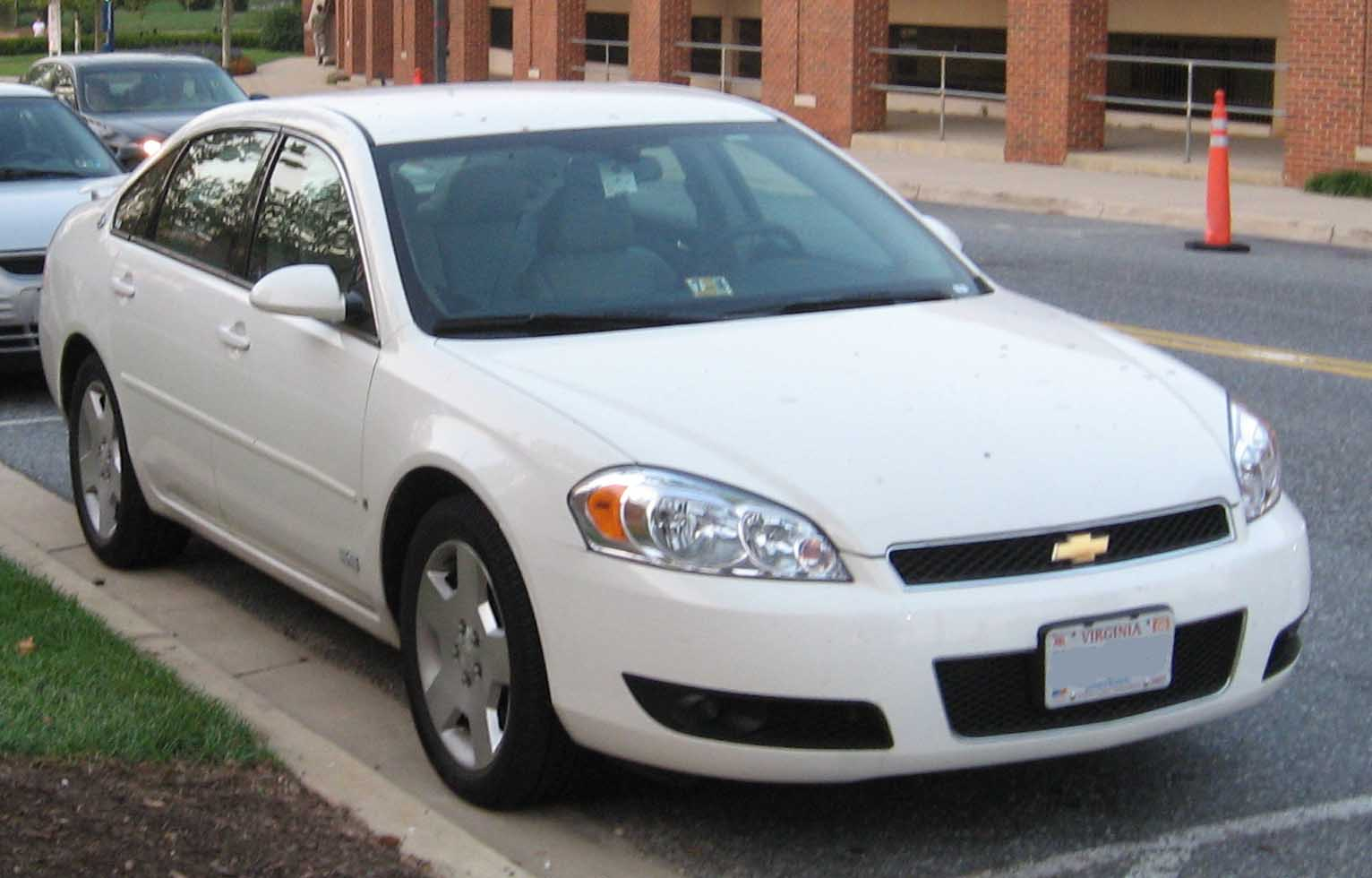
Chevrolet Impala
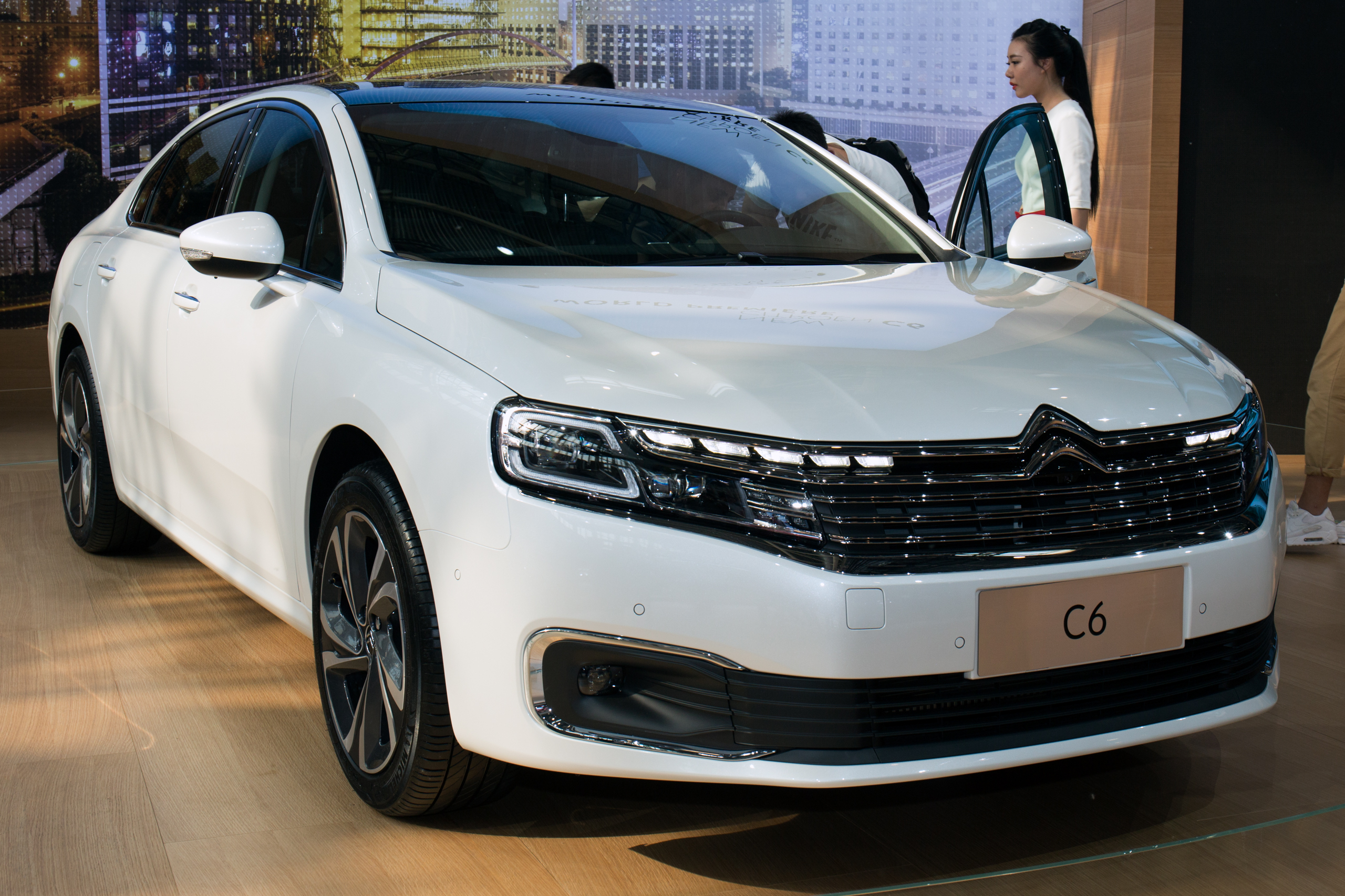
Citroën C6
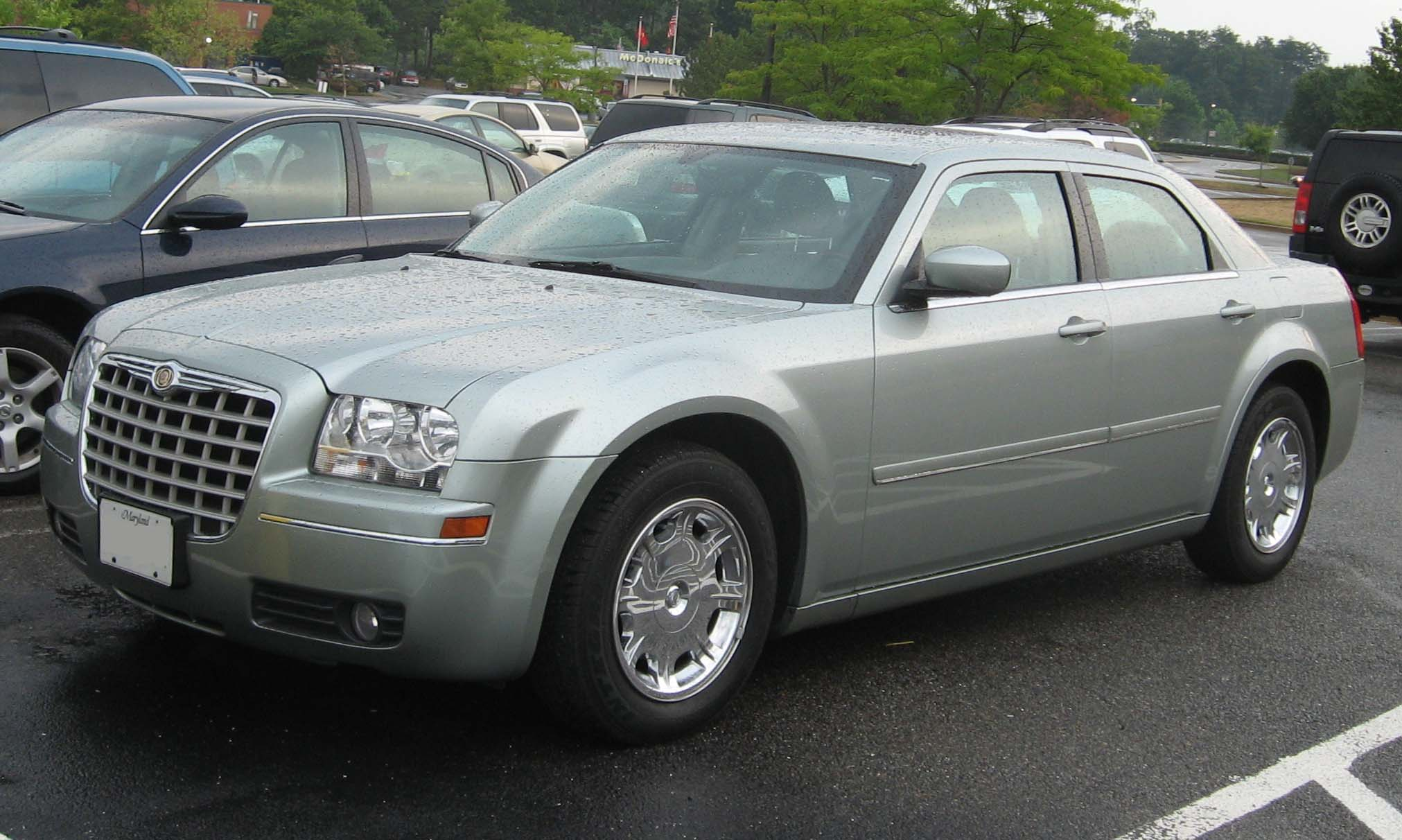
Chrysler 300C
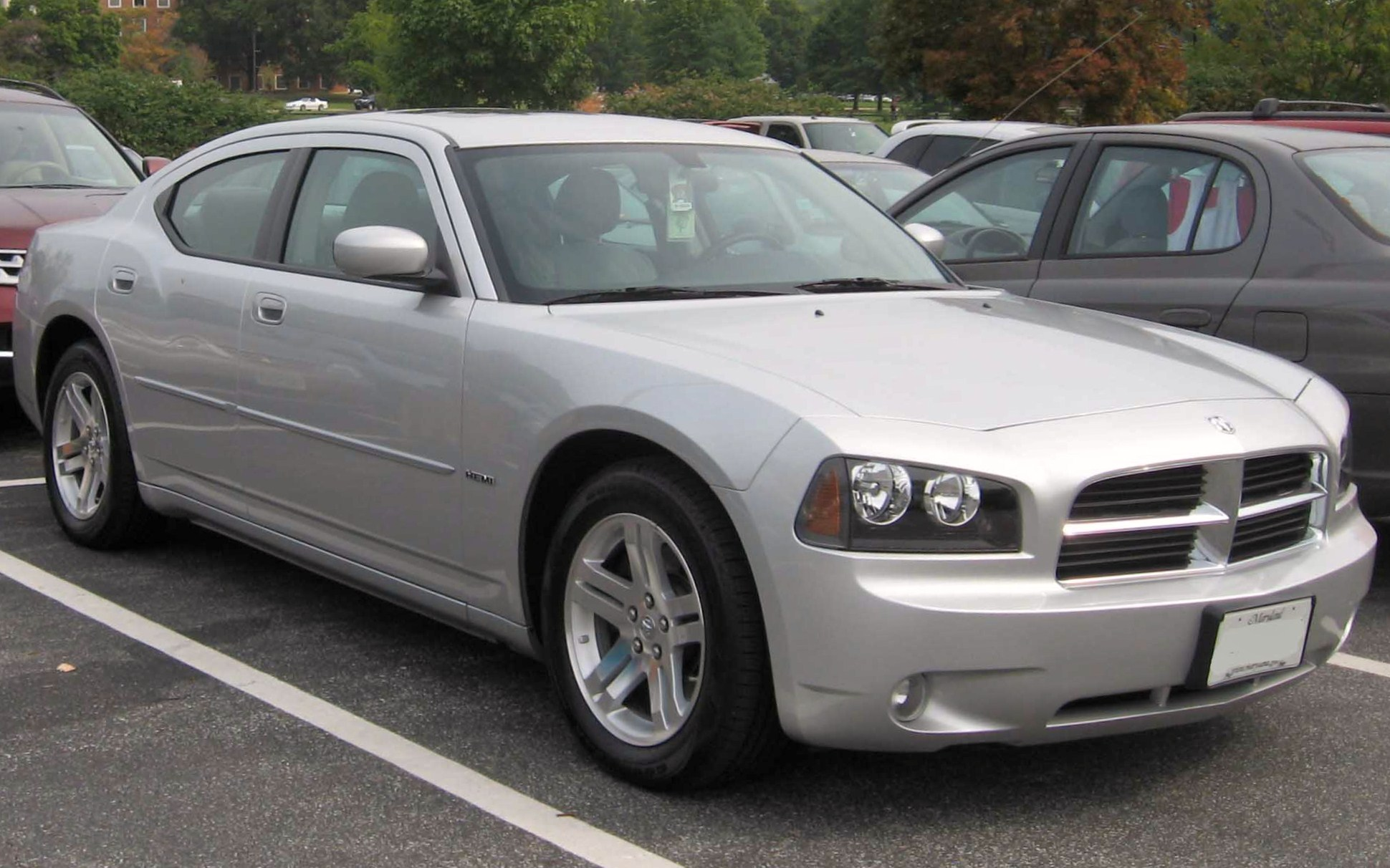
Dodge Charger
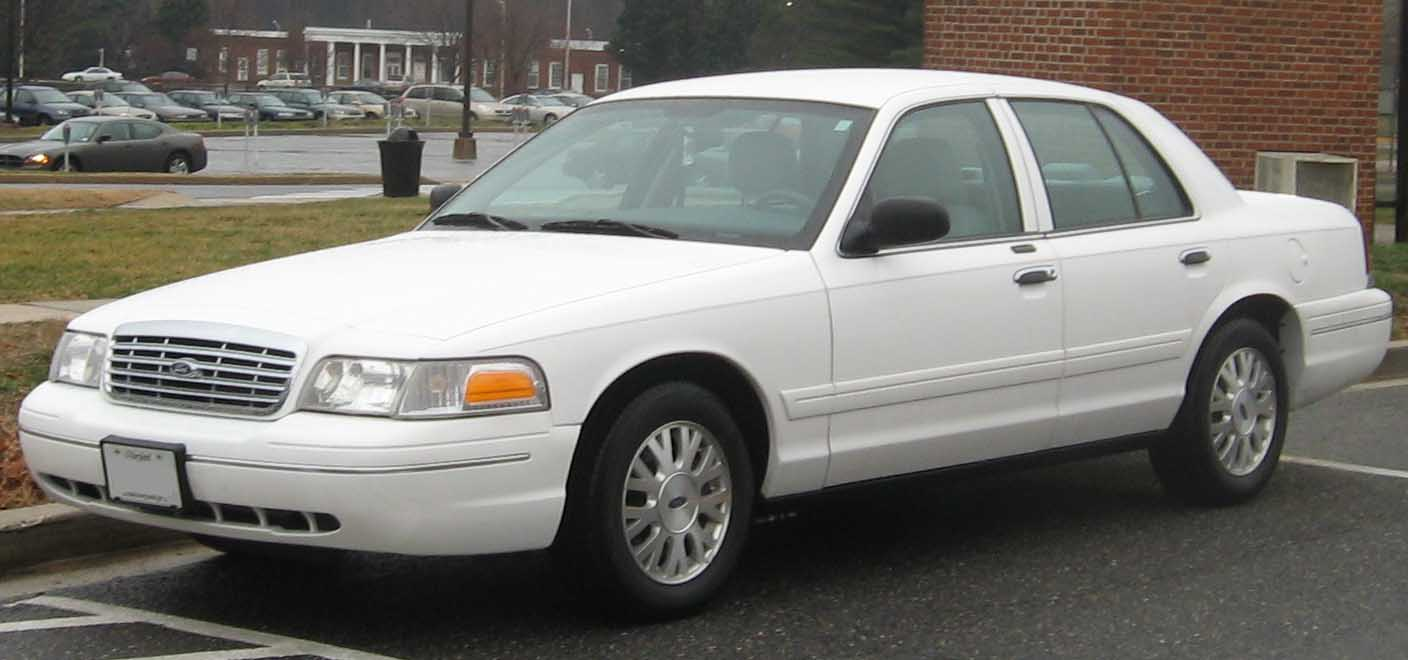
Ford Crown Victoria
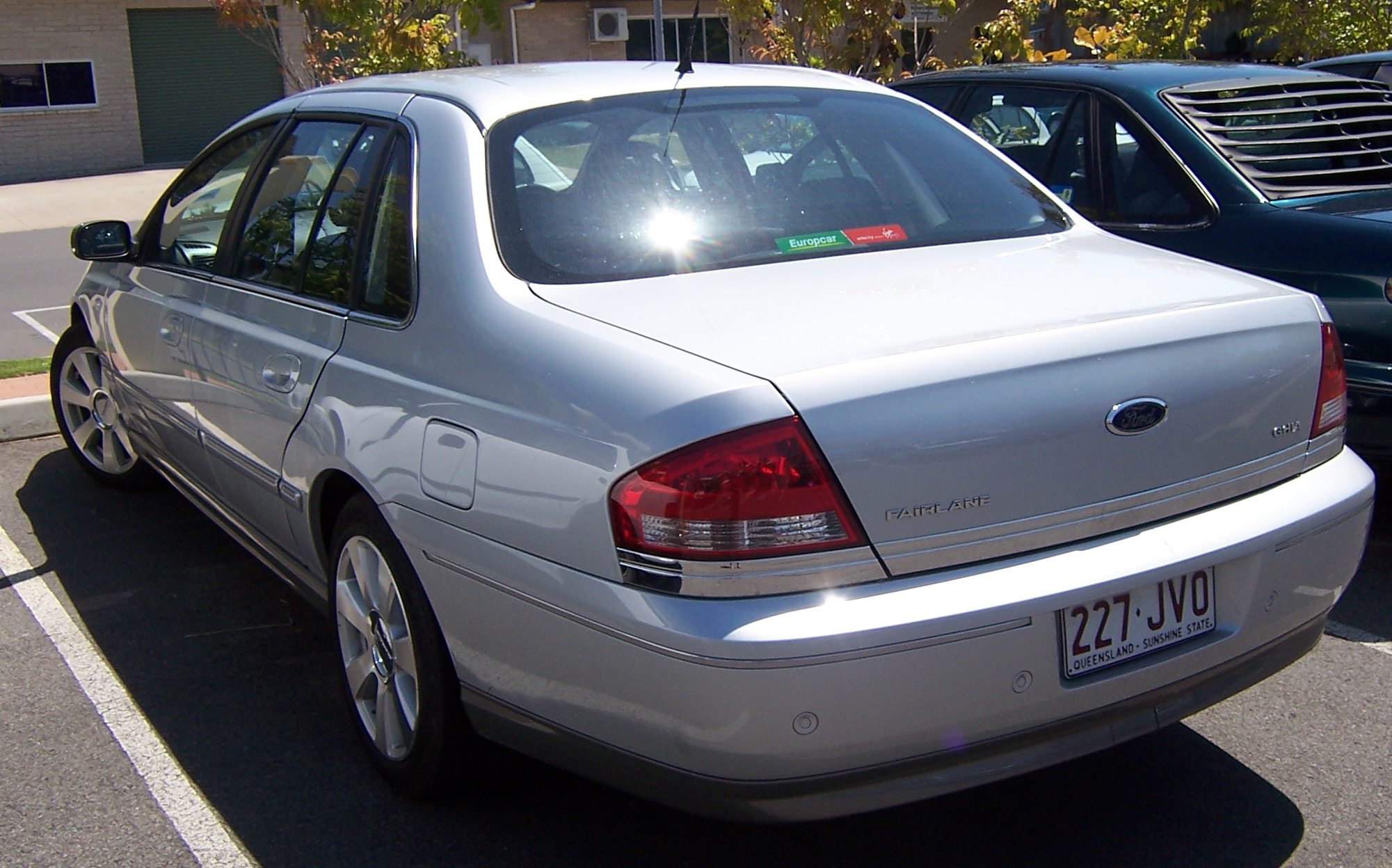
Ford Fairlane
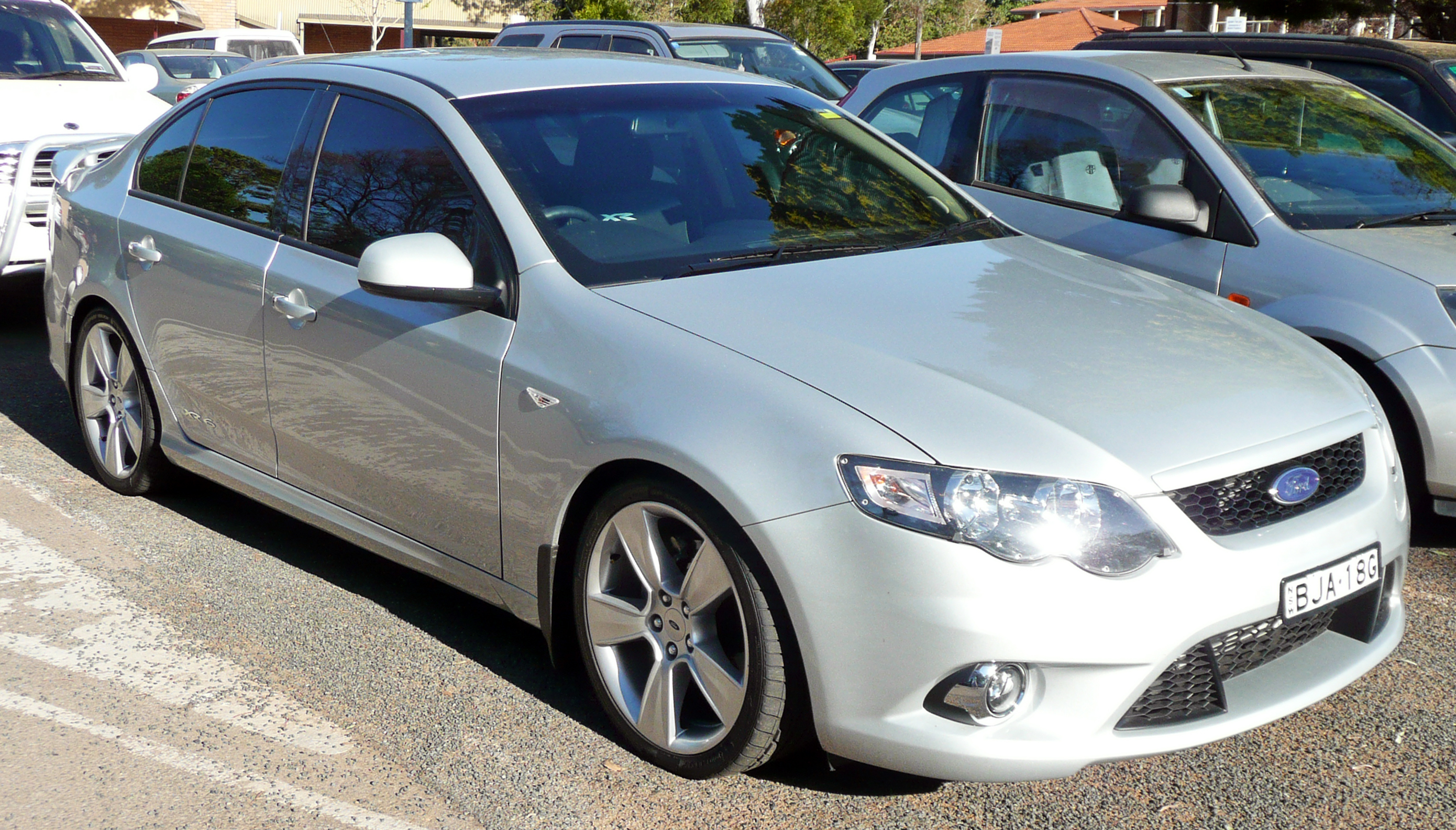
Ford Falcon
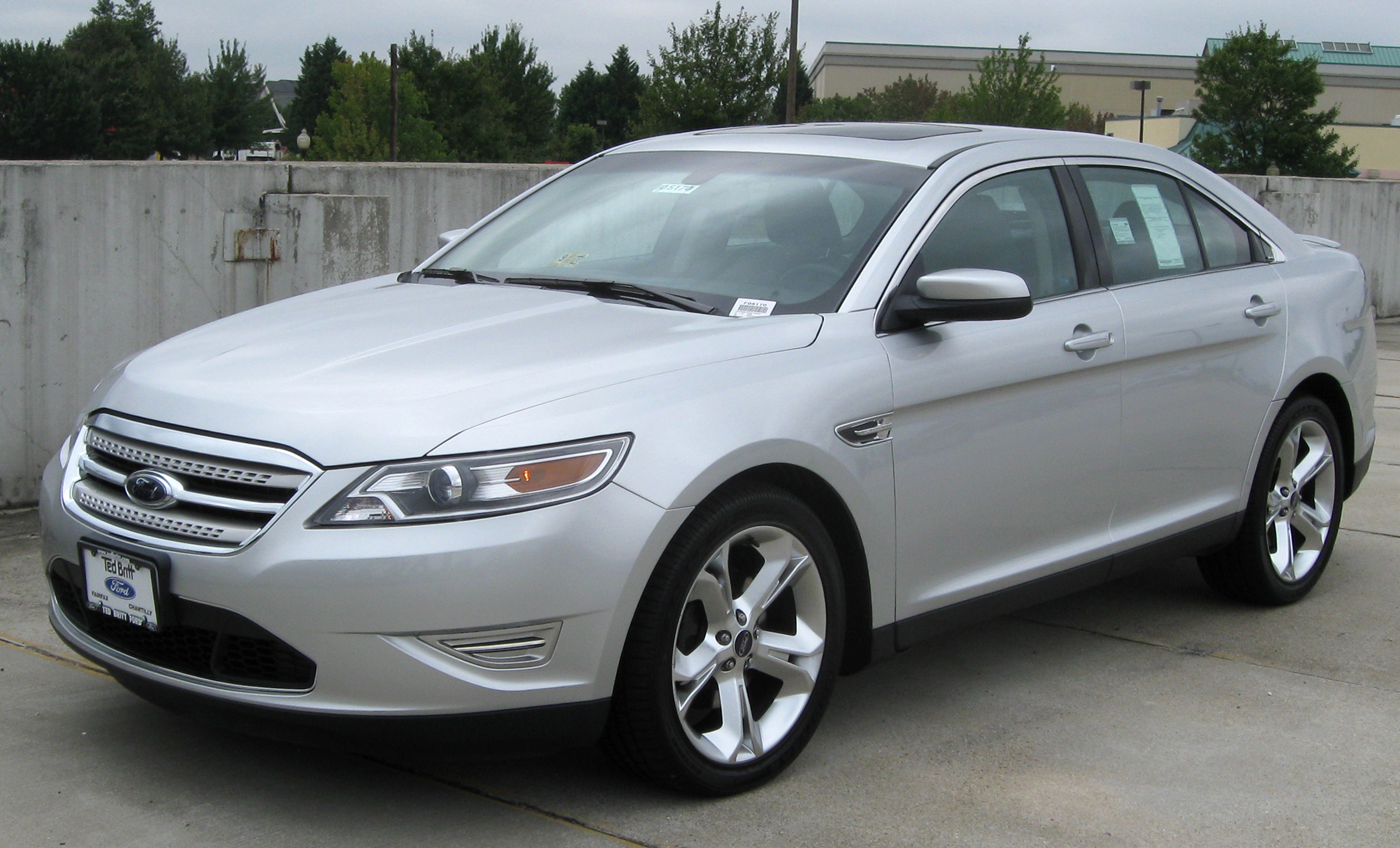
Ford Taurus
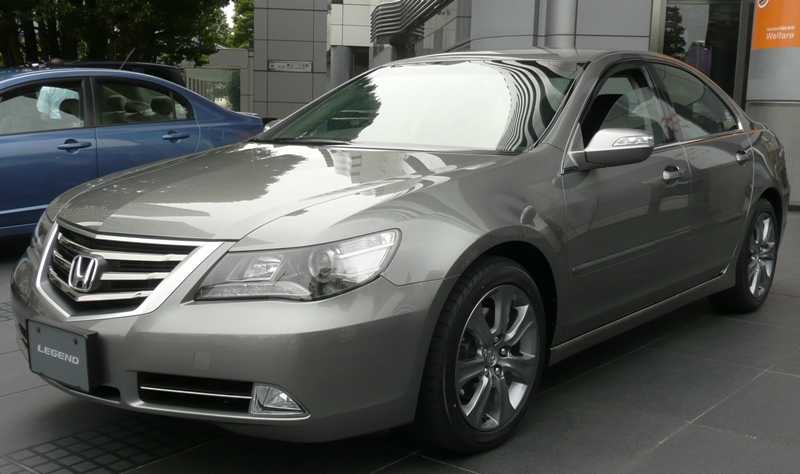
Honda Legend
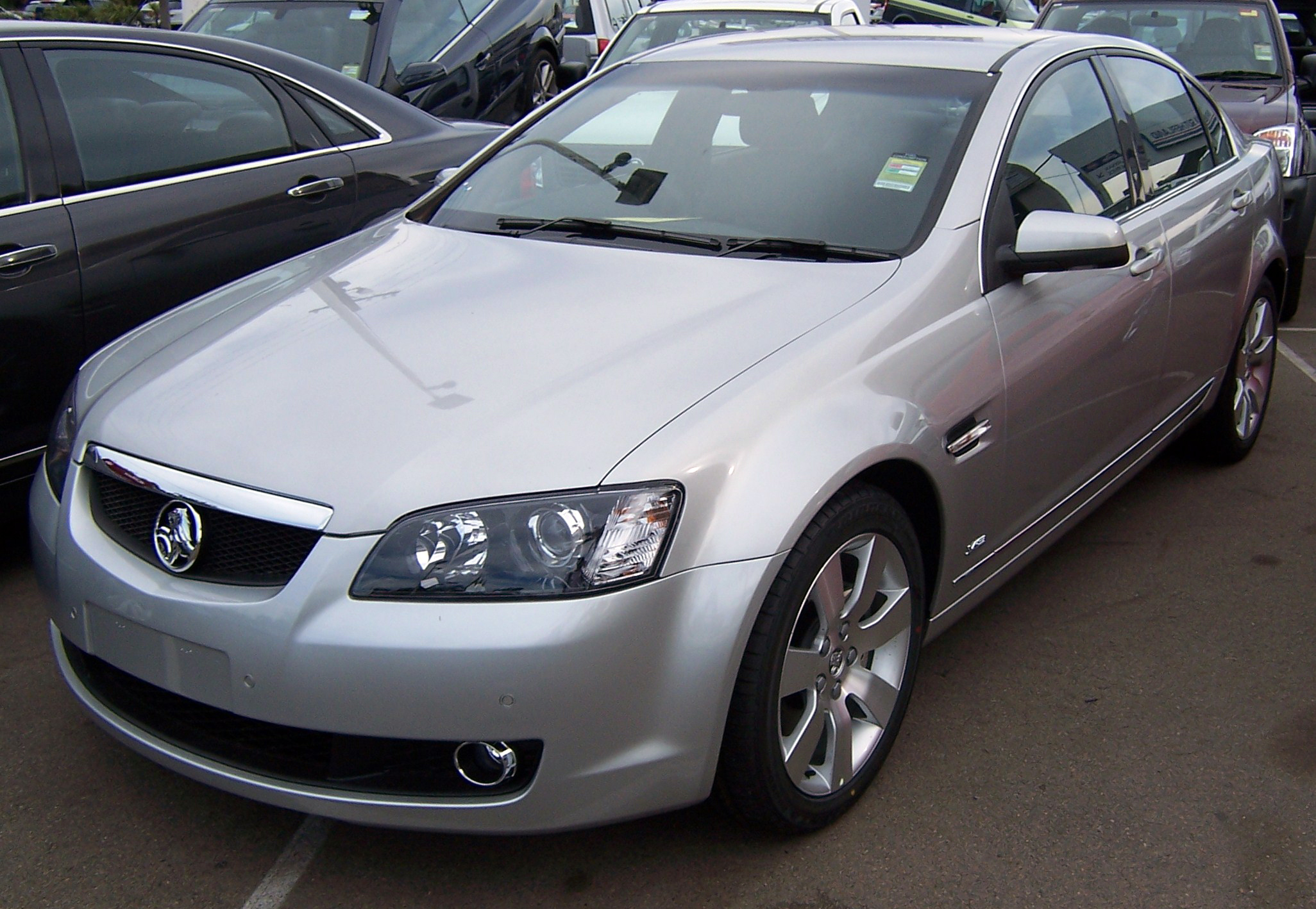
Holden Commodore
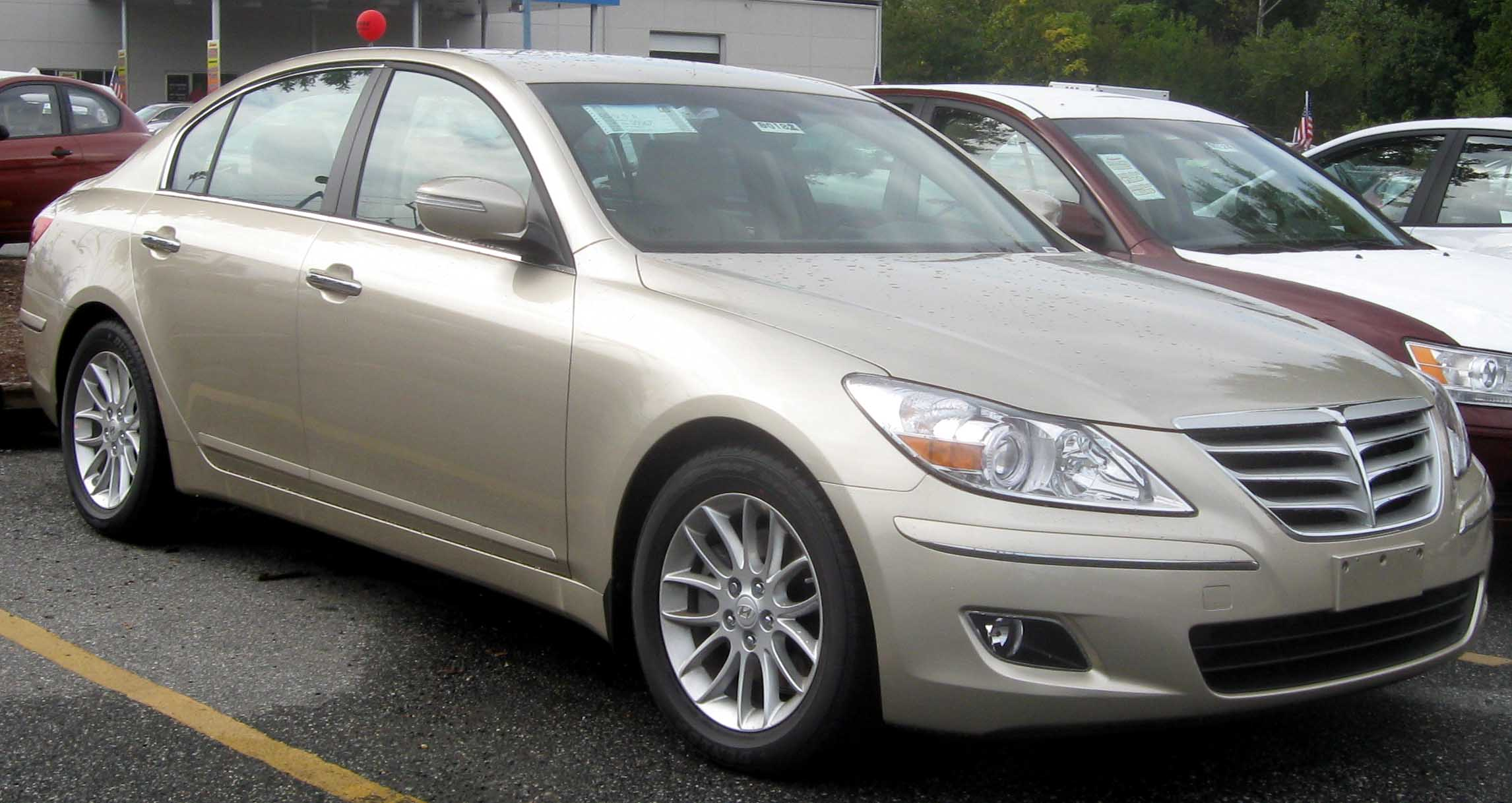
Hyundai Genesis
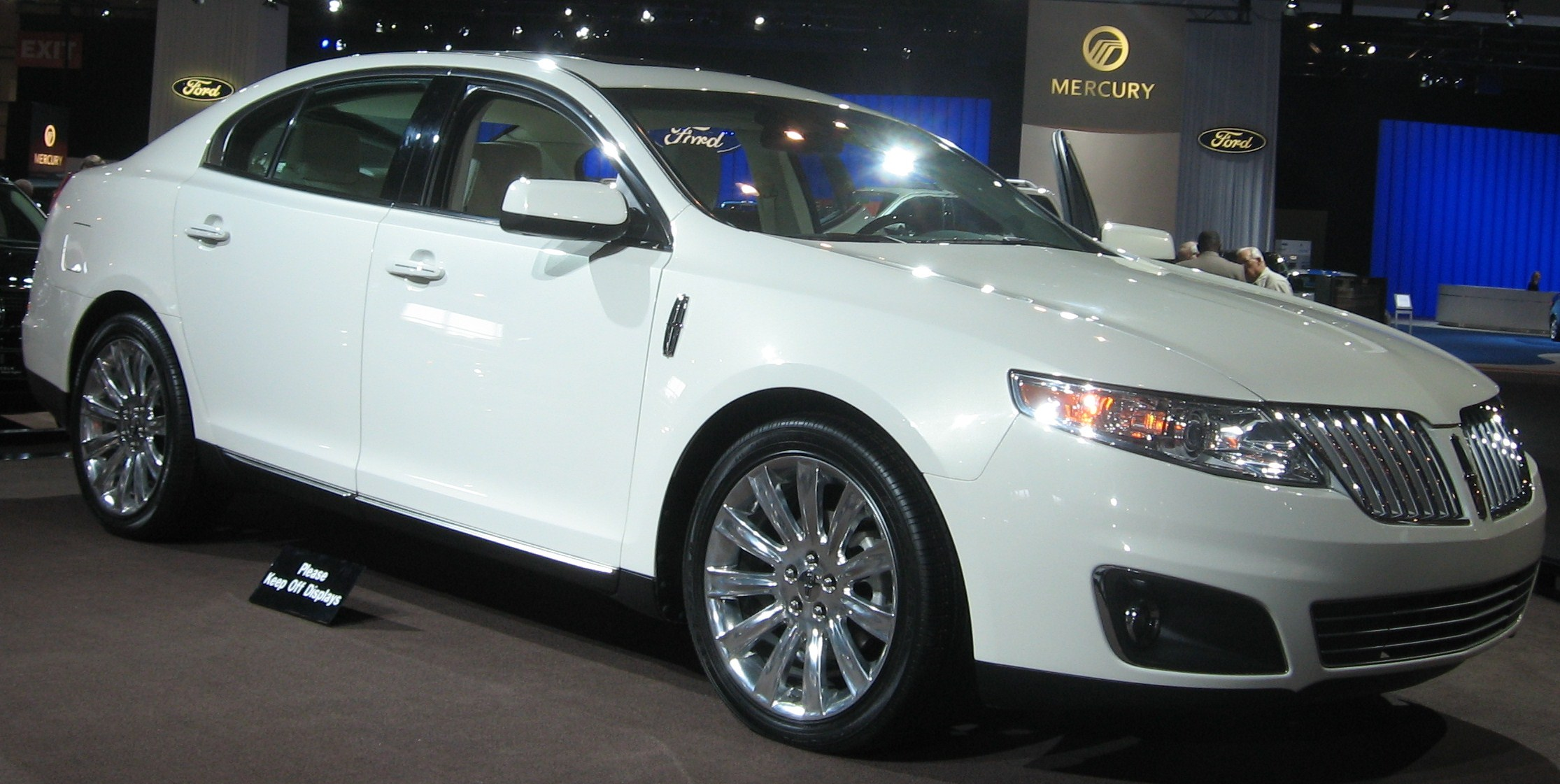
Lincoln MKS
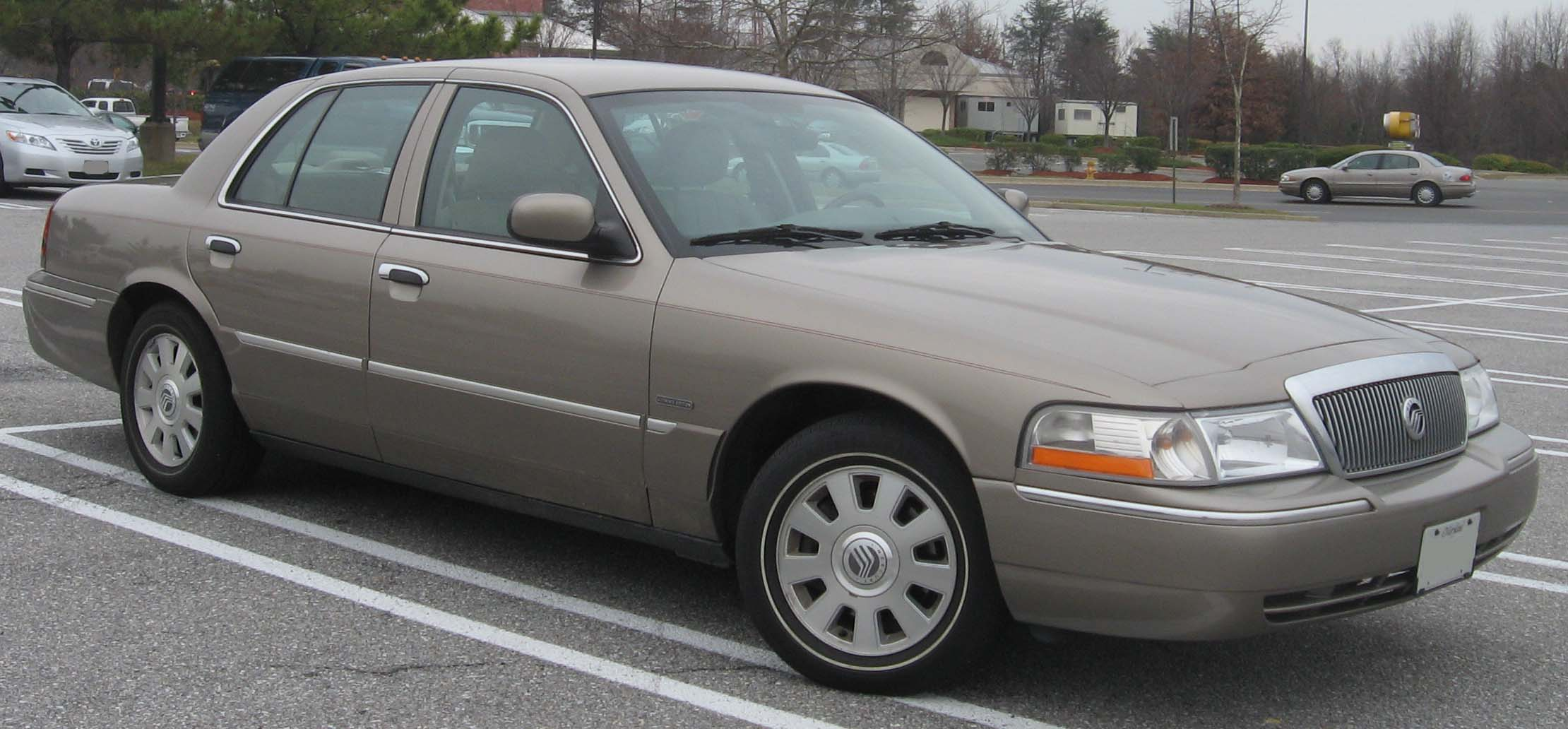
Mercury Grand Marquis
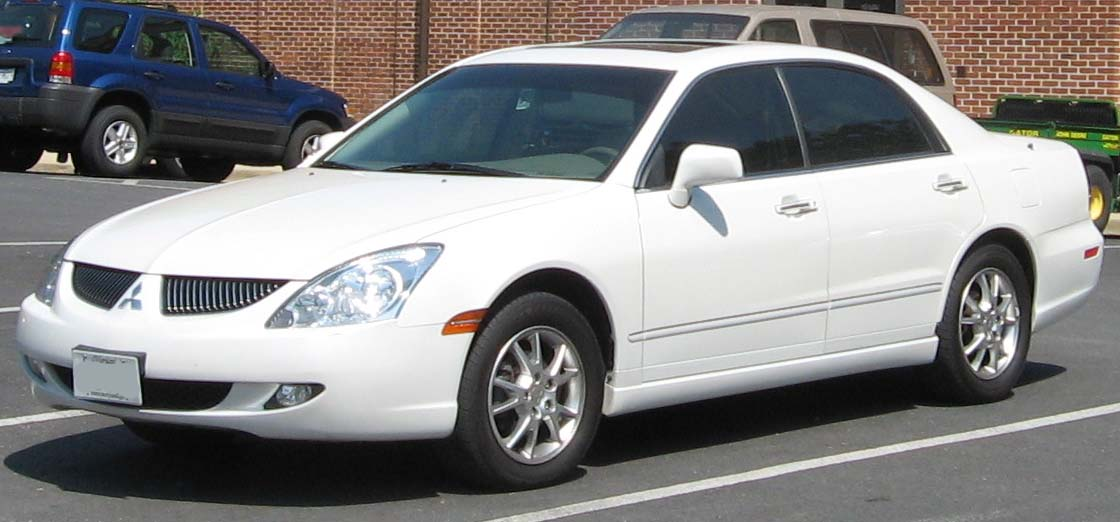
Mitsubishi Diamante
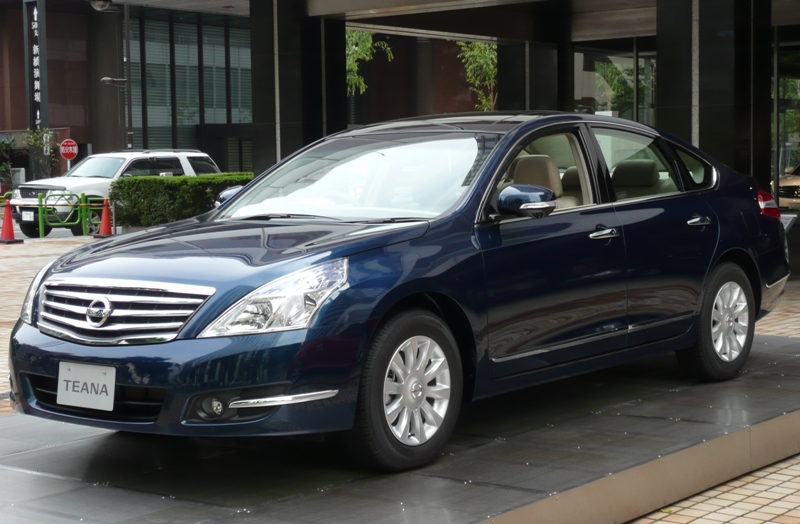
Nissan Teana
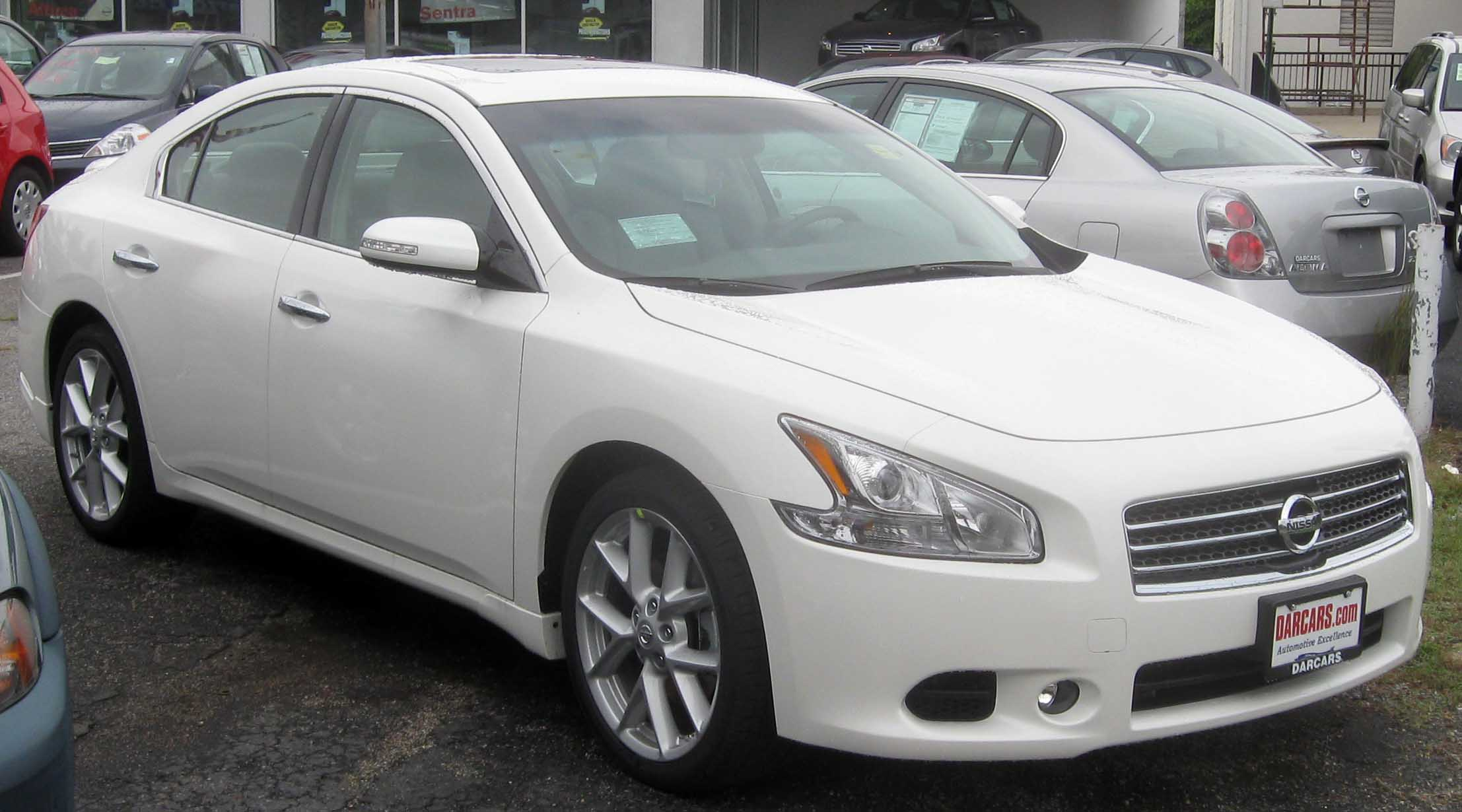
Nissan Maxima
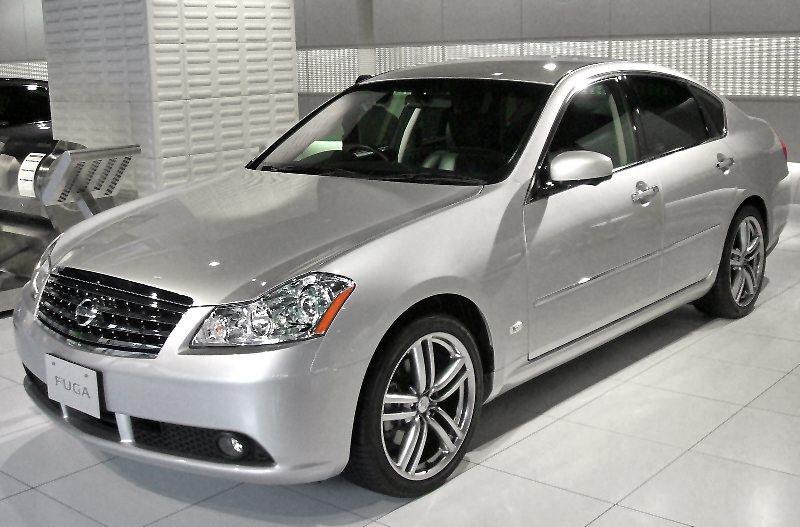
Nissan Fuga
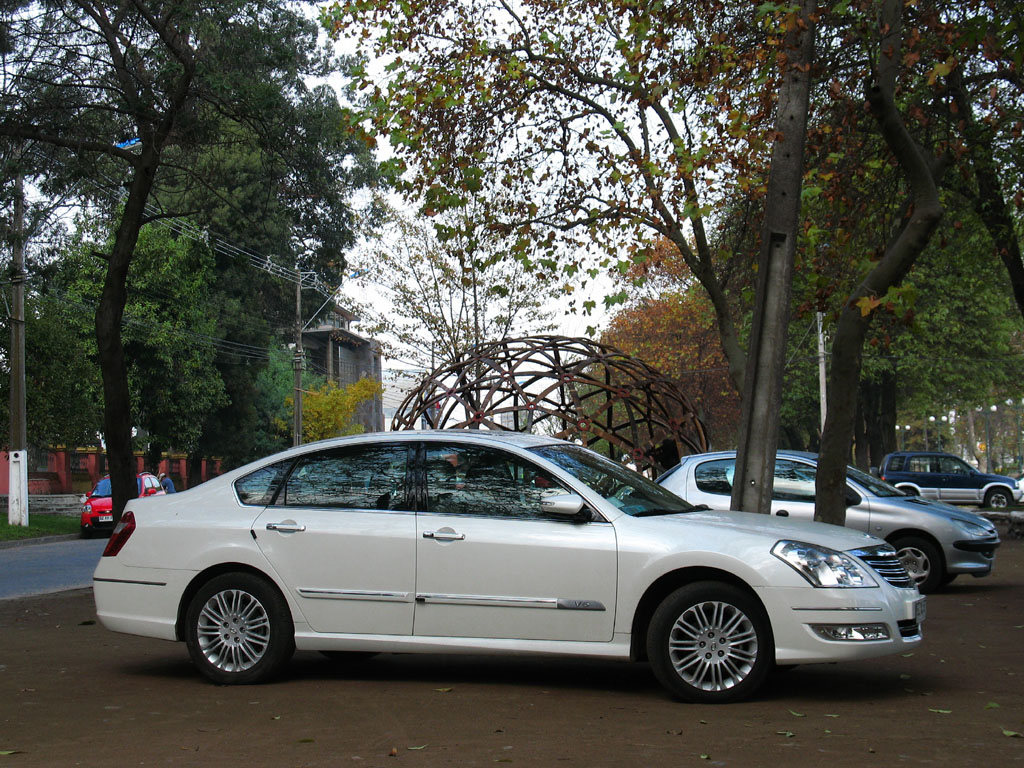
Samsung SM7
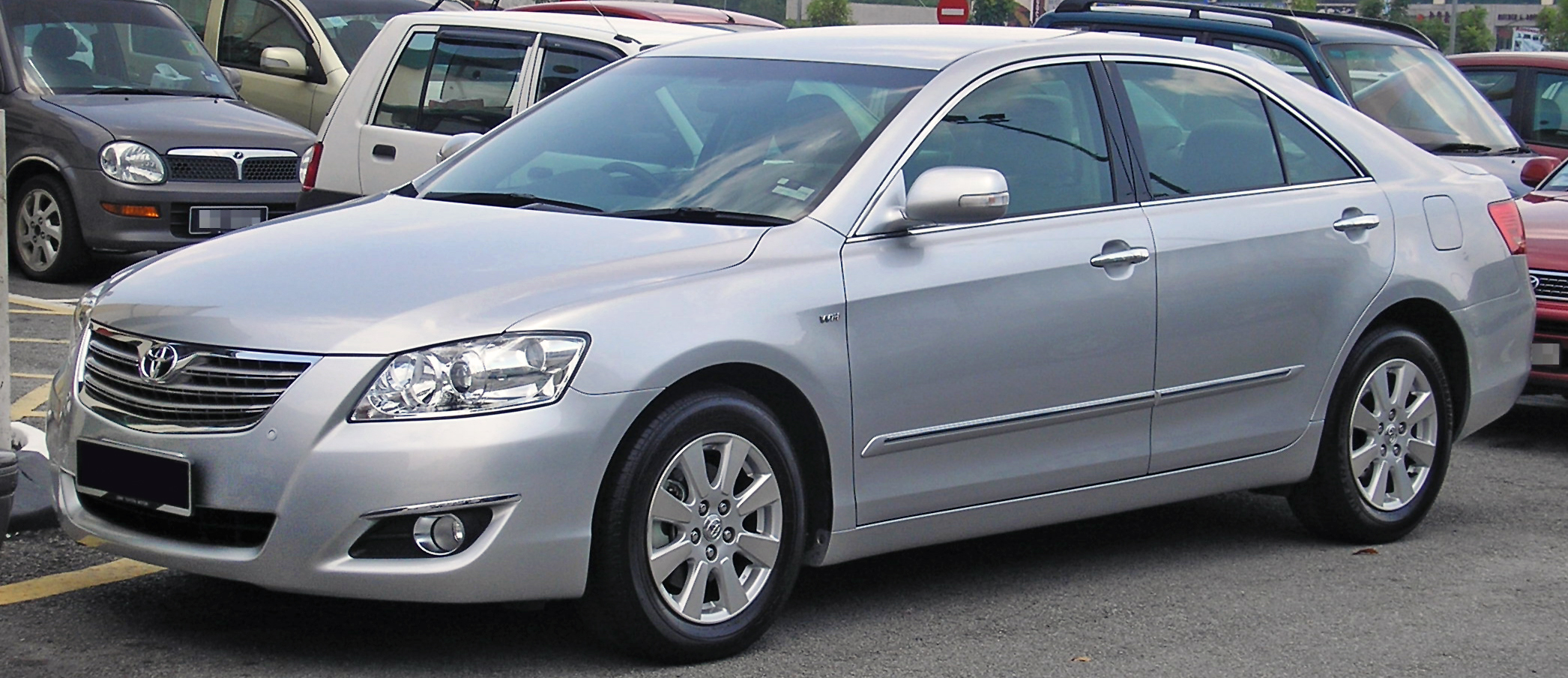
Toyota Aurion
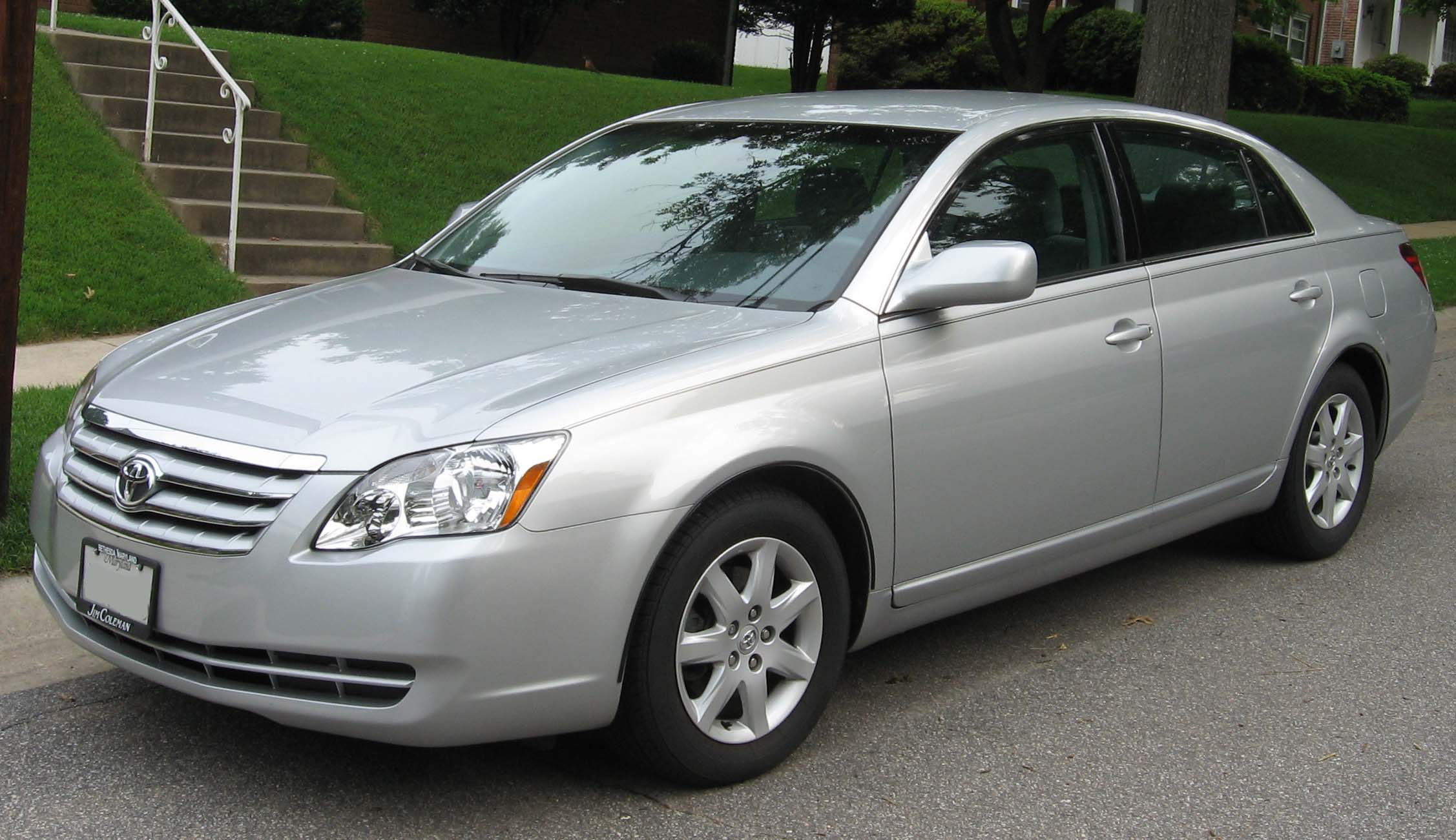
Toyota Avalon
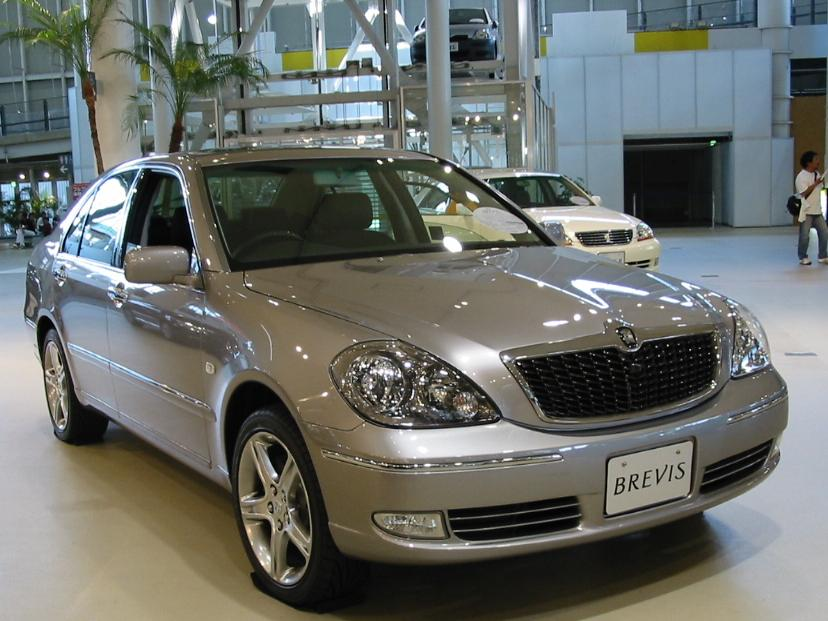
Toyota Brevis
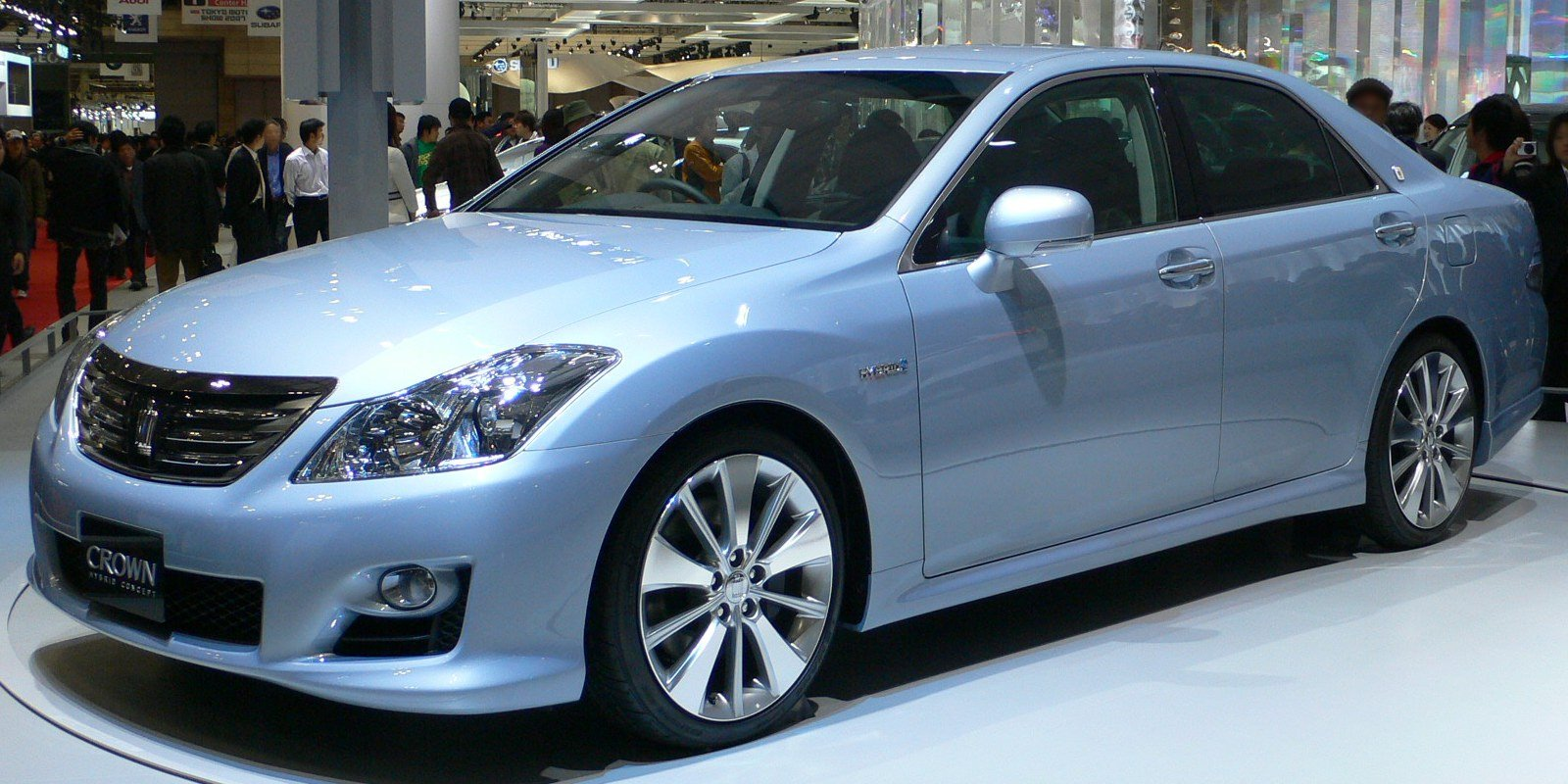
Toyota Crown
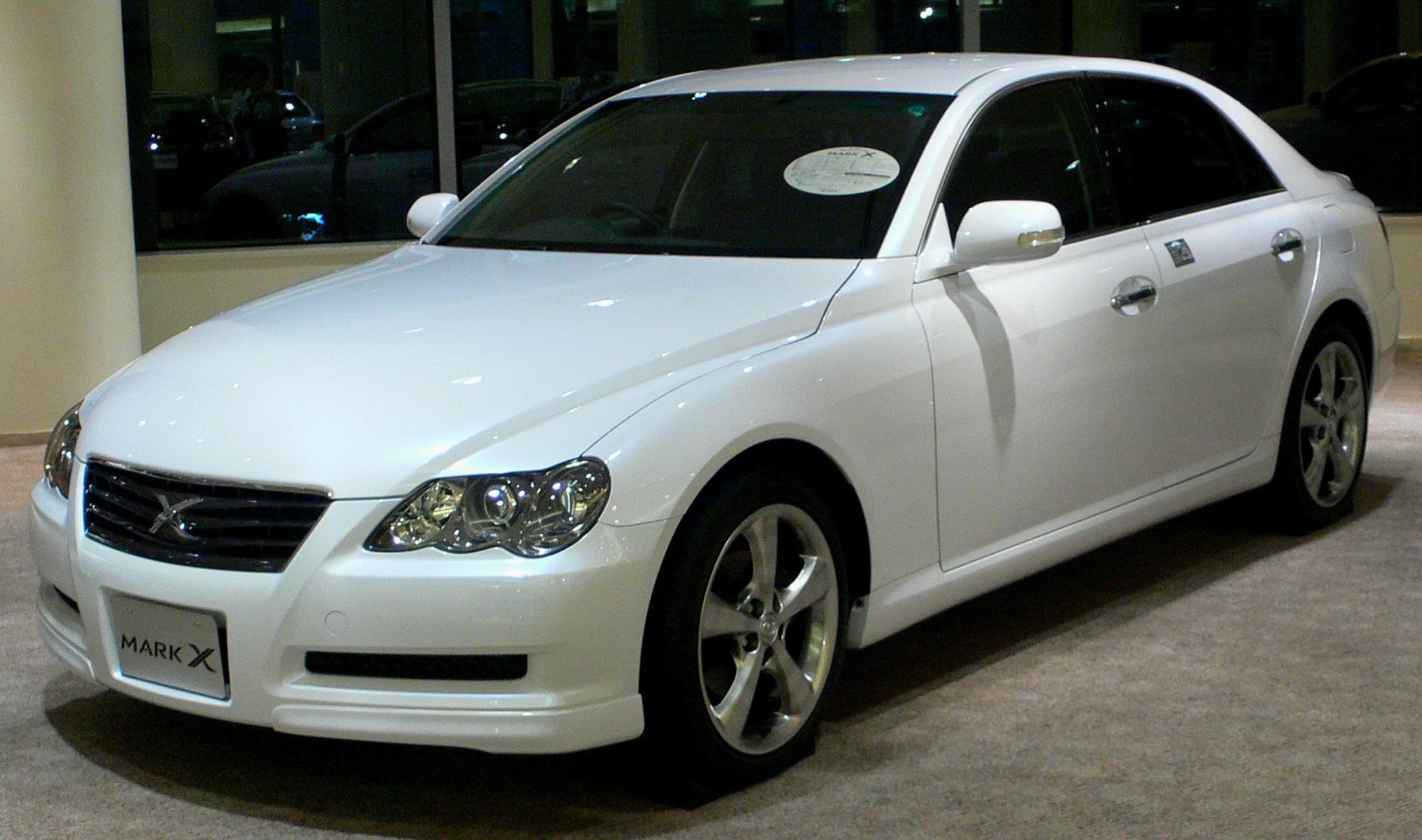
Toyota Mark X
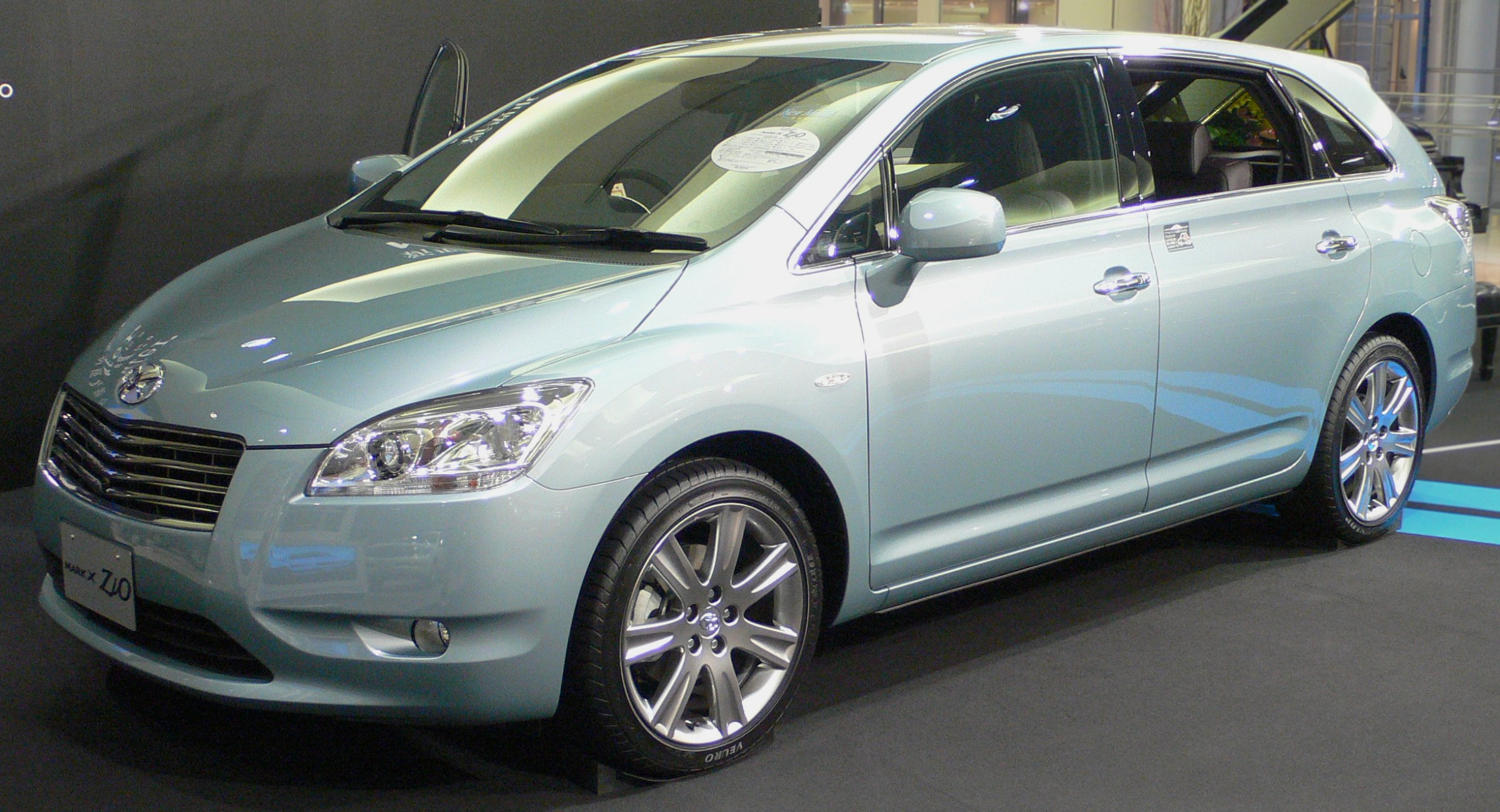
Toyota Mark X Zio